# 横浜F・マリノス
横浜F・マリノス（よこはまエフ・マリノス、英: Yokohama F・Marinos）は、日本の神奈川県横浜市、横須賀市、大和市をホームタウンとする、日本プロサッカーリーグ（Jリーグ）に加盟するプロサッカークラブ。Jリーグ創設当初からのチーム、オリジナル10の1つ。
国内三大タイトル（J1リーグ、Jリーグカップ、天皇杯）を全て獲得している。
また、1993年のJリーグ発足から、鹿島アントラーズとともにJ2リーグへの降格経験が一度もない。

## 概説
1972年に創設された日産自動車サッカー部を前身とする。元々のチーム名は「横浜マリノス」だったが、1999年に同じく横浜を本拠地としたオリジナル10の横浜フリューゲルスを吸収合併した際に、フリューゲルスを表す「F」の文字を入れた。チーム名の「マリノス（Marinos）」は、スペイン語で「船乗り」「水夫」「海兵隊員」のこと。7つの海を渡り世界を目指す姿と、ホームタウンの横浜がもつ国際的港町というイメージをオーバーラップさせている。Jリーグ公式サイト及びテレビ中継では「横浜FM」、スポーツ振興くじ（toto）では「横浜M」と略される。なお、スポーツ新聞においては日刊スポーツが、マリノスとフリューゲルスの合併以降、F・マリノスを「横浜」と表記している（ただし、1999年と2000年はJリーグ正会員がマリノスのみであったため、他の新聞においても「横浜」とだけ記述されていたものもあった。なお、スポーツニッポンは2024年までは日刊スポーツ同様に、F・マリノスを「横浜」と表記していたが、2025年からは「横浜M」と表記している。また一部の新聞では「横浜マ」と略すものもある）。
チームカラーは「ブルー、レッド、ホワイト」の三色（トリコロール）。この三色は元々日産自動車のコーポレートカラーであった。各色の意味合いは、レッド「瞬発力と情熱」、ホワイト「集中力と潔白さ」、ブルー「冷静さと港町・横浜の海」。
ホームタウンは神奈川県横浜市、横須賀市、大和市。横須賀市では1987年より夏島町追浜地区にてサッカースクールを開講している縁で2005年1月25日に、大和市は2006年より市内にてサッカースクールを開講している縁で2017年4月27日に、それぞれホームタウンへの追加が承認された。ホームスタジアムは横浜市港北区の日産スタジアム（横浜国際総合競技場）。Jリーグ発足当初より横浜市神奈川区のニッパツ三ツ沢球技場（三ツ沢公園球技場）を使用していたが、2016年よりJリーグへの届け出上の本拠地を日産スタジアムに一本化した（後述）。
クラブマスコットは、ホームタウン・横浜市の市鳥であるカモメをモチーフとした「マリノス君」「マリノスケ」「マリン」。マリノス君はJリーグ開幕からクラブのホームゲームに毎試合登場している。マリノスケはクラブと小学館のコラボレーション企画で、2000年に『月刊コロコロコミック』誌上で誕生、マリノス君の甥という設定。ホームゲーム以外に地域のイベントにも参加している。マリンは2022年に海外から帰ってきた設定で登場。マリノスケの妹（マリノス君の姪）にあたる。また非公認のマスコットとして「ワルノス」が2008年に登場している（2024年現在は活動休止）。

### 運営会社
運営会社である横浜マリノス株式会社は、元々は日産自動車の全額出資により設立・運営されていた（当時の商号は日産フットボールクラブ株式会社）が、横浜フリューゲルスとの経営統合時に、フリューゲルスの運営母体であった全日空スポーツを合併しており、全日空スポーツの親会社である全日本空輸（ANA）が資本参加して「日産70%・ANA30%」の資本構成となった。2002年2月1日付でANA出資分を日産が買い取り、再び日産の完全子会社となったが、2005年2月1日付で第三者割当増資を行い、神奈川県に本社を置く7社から0.98%ずつの出資を受けた。
2014年7月、マンチェスター・シティFCなどを運営するシティ・フットボール・グループ（CFG）が日産自動車と「グローバルサッカーパートナーシップ」を締結。これに伴い、日産自動車の保有株式（全体の約93%）のうち20%弱を取得し、日産に次ぐ第2位の株主となった。なお、実際のマネジメントはCFGの全額出資により設立された日本法人「シティ・フットボール・ジャパン」となり、2016年には同社社長である利重孝夫がチーム統括本部長に就任している。
なお、日産自動車株式会社は2016年に燃費試験の不正問題のため、経営難に陥っていた三菱自動車工業株式会社を傘下に収めて再建を行うことになった。これに際して、同じJリーグに加盟している浦和レッズとの「クロスオーナーシップ」の規制を記載した「Jリーグ規約第25条(5)」に抵触するため、浦和のスポンサーに関しては三菱自工保有株式を三菱重工業株式会社と共同で立ち上げた持株会社「ダイヤモンドF.C.パートナーズ株式会社」へ譲渡したうえで、三菱自工の株式保有率を下げることによりこの問題を解消させている。

## 歴史

### 前身
- 1972年創部の日産自動車サッカー部が前身[1]。
- 1979年に日本サッカーリーグ（JSL）1部に昇格[1]。
- 1988年-1989年のJSL1部リーグ、JSL杯、天皇杯の当時の日本サッカー主要大会三冠を達成。1989年でこれまで長年チームを率いてきた加茂周が退任した。
  - 金田喜稔や水沼貴史、木村和司、井原正巳、松永成立など数々の日本代表を輩出してきた。読売サッカークラブとの対決は「黄金カード」と呼ばれた[15]。

### 1990年代
1991年
- Jリーグ加盟[1]。

この年で1989年から指揮を執っていたオスカーが監督を退任した。
1992年
清水秀彦が監督に就任。
この年から開催されたナビスコカップは予選リーグ敗退。JSL終了後に柱谷哲二が退団。
1993年
日産FC横浜マリノスとして参加した第72回天皇杯全日本サッカー選手権大会は、元日に行われた決勝で読売クラブを下して優勝。
5月15日のJリーグ開幕戦はヴェルディ川崎に勝利。
サントリーシリーズ（以下「1stステージ」）は第10節まで5勝4敗1分で下位に低迷。新加入したラモン・ディアスの2試合連続ハットトリックの活躍もあり第11節から4連勝で首位鹿島アントラーズと勝ち点6差の2位に浮上。しかし、第15節に鹿島との直接対決に敗れ、さらに第17節で横浜フリューゲルスに敗れたことで最終的に3位。NICOSシリーズ（以下「2ndステージ」）は開幕戦でV川崎に勝利。しかし、その後は2度の連敗もあり、逆に順調に勝利を重ねたV川崎に勝ち点差を広げられてしまい3位。JSL時代からの名門クラブとして期待が大きかったものの、1度も優勝争いに絡むことなく年間順位4位でJリーグ初年度を終えた。ディアスが28得点でJリーグ初代得点王となった。
ナビスコカップはグループリーグ敗退。天皇杯は準々決勝でサンフレッチェ広島に敗れた。
シーズン終了後に勝矢寿延、エバートン・ノゲイラが退団。
| 監督 清水秀彦 1松永成立 2平川弘 5小泉淳嗣 4井原正巳 3勝矢寿延 8野田知 7エバートン 8水沼貴史 10木村和司 11ビスコンティ 9ディアス 1993年 1stシリーズ開幕節のスタメン |

1994年
川口能活、遠藤彰弘、上野良治らが入団。当時現役アルゼンチン代表のメディナベージョが加入。ディアス、昨年10月に途中加入したサパタの元リバー・プレート所属のアルゼンチントリオが形成された。この年から井原がキャプテンに就任。
シーズン開幕前にはアルゼンチンに遠征。CAリーベル・プレート、ロサリオ・セントラルには惜敗するも、ヒムナシア、インテルナショナルに勝利するなど上々の仕上がりを見せた。しかし、1stステージは開幕8試合で1勝7敗と低迷。その後2連勝するも、第11節から5連敗を喫して9位。2ndステージは第10節で首位に立ったが、その後4連敗して最終的には首位V川崎に勝ち点9差の3位。年間順位6位。
ナビスコカップは準決勝でジュビロ磐田に、天皇杯では準決勝でJFLのセレッソ大阪に延長戦の末に敗れた。
シーズン終了後、日産時代から4シーズン指揮してきた清水が監督を退任。ミスターニッサンと呼ばれた木村が現役引退。
| 監督 早野宏史 1川口能活 2鈴木正治 5小村徳男 4井原正巳 3松田直樹 8野田知 6サパタ 9神野卓哉 10安永聡太郎 11ビスコンティ 7メディナベージョ 1995年 1stシリーズ最終節スタメン |

1995年
ホルヘ・ソラリが監督に就任。松田直樹、安永聡太郎らが入団。
1stステージは鹿島と優勝を争う展開となった。アルゼンチントリオや野田知、三浦文丈、小村徳男らが活躍して開幕4連勝。5月にソラリが体調を理由に退団したため早野宏史が監督に就任。監督交代後も好調を維持して第15節に首位に立つ。その後3連敗があったものの、同時期に鹿島も3連敗を喫したことで首位を維持。その間に連勝を重ねたV川崎に勝ち点3差まで詰め寄られるも、最終節で鹿島に勝利して1stステージ初優勝。
2ndステージは開幕6試合で5勝1分と好調を維持し、第7節から7連勝で首位V川崎を猛追するが、第14節の直接対決に敗れる。退団したディアスの穴を埋められず、メディナベージョの負担が大きくなってしまったことも影響し、最終盤にも3連敗を喫してしまい首位V川崎と勝ち点13差の3位に終わる。
JSL時代のライバル対決となったV川崎とのチャンピオンシップは、2戦合計2-0で勝利してJリーグ初優勝。
ナビスコカップは不開催。天皇杯は2回戦でJFLの福岡ブルックスに敗れた。
長く攻撃を牽引していたディアスがソラリ監督との確執により4月に退団。川口にスタメンを奪われる形になり、ソラリと対立した松永が5月に鳥栖フューチャーズへ移籍。1stステージ終了後に水沼が現役引退。シーズン終了後に神野卓哉、メディナベージョが退団。
1996年
アルベルト・アコスタ、ネストル・ゴロシートらが加入。
通年制となったリーグ戦は開幕から5連敗。ゴロシートは一定の活躍は見せたが、すぐに退団した。終盤も2度の連敗を喫するなど、一度も優勝争いに加わることなく8位で終える。アコスタは前半戦は活躍したものの、ディアスやメディナベージョの穴を埋めることはできず、総得点は39得点でリーグワースト5位。
ナビスコカップはグループリーグ敗退。天皇杯は3回戦でJFLの大塚製薬サッカー部に敗れた。
シーズン終了後に早野を解任。ビスコンティ、サパタが退団。
1997年
ハビエル・アスカルゴルタが監督に就任。育成組織出身の中村俊輔、榎本達也らが入団。ジェフユナイテッド市原から城彰二、スポルティング・ヒホンからフリオ・サリナス、ニューウェルズ・オールドボーイズからフリオ・セサル・バルディビエソが加入。
1stステージは優勝争いをしていた鹿島、横浜F、柏レイソルに次ぐ位置で推移し、第10節で首位鹿島に勝ち点差2まで詰め寄る。しかし、その後3連敗を喫して5位に終わる。2ndステージは連敗スタートとなったが、第3節から11連勝。首位磐田との勝ち点2差の2位に浮上する。しかし、鹿島との直接対決に敗れ最終的に3位に終わる。年間順位は3位。攻撃陣が好調で年間得点数はリーグ2位の73得点を記録したが、失点がリーグワースト5位の59。
ナビスコカップはグループリーグ敗退。天皇杯は4回戦でJFLの東京ガスサッカー部に敗れた。
シーズン中に鈴木正治、シーズン終了後に山田隆裕が退団。
1998年
アスカルゴルタ体制2年目。C大阪から神田勝夫、広島から路木龍次、元スペイン代表のヨン・アンドニ・ゴイコエチェアらが加入。
1stステージは開幕から2連敗。その後は連勝を重ねて第11節終了時点で首位に勝ち点3差の2位。しかし、優勝争いをしていた清水、磐田に敗れてステージ4位に終わる。シーズン当初から選手の獲得を巡ってアスカルゴルタとフロントが対立し、1stステージ終了後に成績を理由にアスカルゴルタを解任。後任には1997年からヘッドコーチを担っていたアントニオ・デラ・クルスが就任。
2ndステージの前半は攻撃陣が好調で第9節終了時点で途中首位に立つ。しかし、その後は3連敗もありステージ4位に終わる。2ndステージに入り、4節のジェフ市原戦でサリナスが負傷し、以降の試合を欠場。ゴイコエチェアはデラ・クルス監督就任後は次第に出場機会を失い、バルディビエソが多くのアシストを決めるなど奮闘したが、立て直せずに終わりステージ4位に終わった。年間順位も4位に終わる。
ナビスコカップではグループリーグ敗退、天皇杯は3回戦でJFLのブランメル仙台に敗れた。
シーズン終了後に野田、三浦、安永、サリナス、ゴイコエチェア、バルディビエソが退団。
1999年
- 横浜Fを吸収合併し、横浜F・マリノスへ名称を変更。

デラ・クルス体制2年目。蔚山現代FCから柳想鐵、横浜Fから三浦淳宏、波戸康広、吉田孝行らが加入。
1stステージはサリナス、バルディビエソが退団した攻撃陣の好不調の波が大きくステージ7位に終わる。
2ndステージ序盤は城や中村の活躍もあり、首位を快走。しかし、中盤の連敗で清水エスパルスに首位を明け渡し、最終盤の直接対決にも敗れて最終順位は3位。
ナビスコカップは準々決勝でFC東京に、天皇杯は準々決勝でV川崎に敗れた。
シーズン終了後、デラ・クルスが退任。長年チームで活躍し「ミスターマリノス」と呼ばれた井原に対し、若手の台頭をうけて世代交代を進めたいクラブの意向によりコーチ就任を要請するも固辞され井原は磐田へ移籍。神田らも退団。城がレアル・バリャドリードへ移籍。

### 2000年代
2000年
オズワルド・アルディレスが監督に就任。クロアチア・ザグレブからユーリッチ、インスティトゥートACコルドバからラウル・マルドナード、 ECヴィトーリアからエジミウソン、愛知学院大学から藏川洋平らが加入。ユースから石川直宏、大橋正博らが昇格。
1stステージは攻撃陣が好調で、第12節に首位に立つ。第14節のC大阪との直接対決に敗れて2位に後退するも、最終節に勝利し、C大阪が敗れたため5年ぶりのステージ優勝を決めた。
夏に城彰二が再加入し2ndステージを迎えた。柳想鉄は1stステージからの好調を維持し年間17点を挙げたのに対し、城やエジミウソンが不調に陥り、総得点は1stステージより8少ない24得点に終わった。攻撃陣の不調が影響し優勝争いに絡むことなく5位に終わる。
鹿島とのチャンピオンシップは2戦合計0-3で敗れ、優勝を逃した。
ナビスコカップ、天皇杯ともに準々決勝で鹿島に敗れる。
中村が史上最年少でMVPを受賞。
シーズン途中に吉田が大分トリニータへ移籍。シーズン終了後にユーリッチ、マルドナード、エジミウソン、藏川、三浦、柳想鐵らが退団。
2001年
鹿児島実業高校から田原豊、市立船橋高校から本橋卓巳が加入。ユースから金子勇樹、田中隼磨、坂田大輔らが昇格。9月に清水から3年ぶりに安永聡太郎が復帰。
若手中心のメンバーとなった1stステージは開幕から5試合未勝利。その後も調子が上がらず3勝2分10敗で15位。前年から続いていた得点力不足は深刻で7試合が0得点だった。
6月に左伴繁雄が社長に就任。アルディレスを解任するなどチームのテコ入れを図った。2ndステージからセバスティアン・ラザロニが監督に就任。開幕から3連勝した直後に3連敗。その後はラザロニとともに加入したブリット、ナザ、ドゥトラらのブラジル人選手や、松田、川口、小村ら守備陣の活躍により、6勝3分6敗で10位。年間順位13位で残留を決めた。リーグ戦の得点数はリーグワーストの32得点。失点数はリーグ3位の44失点。
ナビスコカップは決勝で磐田を下して初優勝。天皇杯は3回戦で京都に敗れた。
10月に川口がポーツマスFCへ移籍。シーズン終了後に小村、ブリットらが退団。城がヴィッセル神戸へ期限付き移籍。
2002年
東京ヴェルディ1969から中澤佑二、磐田から清水範久と奥大介、コンサドーレ札幌からウィル、駒沢大学から那須大亮、桐光学園から阿部祐大朗らが加入。ユースから栗原勇蔵、榎本哲也が昇格。
中澤と松田の代表センターバックコンビに加え、奥ら新戦力が活躍。1stステージは開幕から13戦無敗。第13節で磐田に勝ち点2の差で首位に立つ。しかし、第14節に鹿島に敗れて勝ち点1の差で磐田に首位を明け渡し、2位で終了。
大きな期待を集めた2ndステージは開幕から3連敗を喫して早々に優勝争いから脱落。第7節で敗れ、2勝1分4敗となった時点で成績不振を理由にラザロニを解任。下條佳明が後任となった。下條就任後は6勝2敗と立て直したが、序盤での不振が響き6位。リーグ戦の年間順位は2位。
ナビスコカップはグループリーグ敗退。天皇杯は4回戦で広島に敗れた。
4月に石川がFC東京へ移籍。7月に中村がレッジーナへ移籍。10月に試合中に味方を蹴ったウィルを解雇。シーズン終了後にナザ、城が退団。
| 監督 岡田武史 1榎本達也 5ドゥトラ 22中澤佑二 3松田直樹 2柳想鐵 14奥大介 8遠藤彰弘 26那須大亮 7佐藤由紀彦 36マルキーニョス 9久保竜彦 2003年基本フォーメーション |

2003年
監督に岡田武史が就任。広島から久保竜彦、FC東京から佐藤由紀彦、蔚山現代から3年ぶりに柳想鐵、東京Vからマルキーニョス、浦和レッズから河合竜二が加入。ユースから山瀬幸宏らが昇格。
1stステージの開幕戦は前年王者の磐田を下すものの、リーグ戦中断前の第10節までは首位と勝ち点4差の4位。ブラジル代表のカフーが7月から加入することで契約合意していたが、チーム合流直前に契約を解除。柳想鐵が右サイドバックを務めることになった。これが功を奏して中断明けの第11節から連勝。優勝争いをしていた磐田、市原の失速もあり第14節で勝ち点1の差で首位に立つ。最終節も勝利して、3年ぶりのステージ優勝。
2ndステージは2分1敗とスタートで躓く。その後連勝を重ねて第9節で勝ち点1差で首位に立つ。しかし、その後2分2敗と失速して7位に後退。第14節は快勝して3位に浮上し、首位の磐田とは勝ち点3差ながら直接対決を残しており、得失点差では優位にたった状態で最終節を迎えた。最終節は磐田に逆転勝利し、鹿島が引き分けたため得失点差で2ndステージ優勝を決めた。前年の磐田に次ぐ両ステージ制覇の完全優勝で8年ぶり2度目のリーグ優勝を成し遂げた。
ナビスコカップは準々決勝で磐田に、天皇杯は準々決勝で鹿島に敗れる。
シーズン終了後、マルキーニョスが契約満了で退団。
| 監督 岡田武史 1榎本達也 35河合竜二 22中澤佑二 3松田直樹 2中西永輔 6上野良治 5ドゥトラ 17田中隼磨 14奥大介 18清水範久 11坂田大輔 2004年CS第2戦 フォーメーション |

2004年
岡田体制2年目。清水から安貞桓、市原から中西永輔、国士舘大学から山﨑雅人らが加入。
A3チャンピオンズカップ2004の日程がAFCチャンピオンズリーグ2004と重複したためA3をJサテライトリーグ中心メンバーで戦い2位。ACLはグループステージ敗退。
スーパーカップは磐田と対戦してPK戦で敗れる。
1stステージは第6節で首位の磐田に勝ち点7差まで広げられたが、第10節に磐田を直接対決で下し、第14節で磐田をかわして首位に立つと、最終節も勝利を収めて優勝。第3節以降は10勝2分と強さを見せた。また、前年の1st、2ndステージに続き、史上初の3ステージ連続優勝を達成した。
2ndステージは3勝1敗でまずまずのスタートを切ったが、以降3試合連続で引き分けるなど失速。首位浦和との勝ち点差を広げられてしまう。負傷や代表招集による主力の欠場もあり、得点が伸びず6位に終わる。
チャンピオンシップは浦和と対戦。2戦合計1-1のタイスコアとなり延長戦に突入したが決着がつかずPK戦へ突入。PK戦を4-2で勝利し、J1史上3クラブ目の連覇と3度目のリーグ優勝を達成した。
ナビスコカップは準々決勝で浦和に、天皇杯は5回戦でJFLのザスパ草津に敗れた。
中澤が日本人DF初のシーズンMVPに輝いた。
シーズン中に波戸が柏へ移籍。シーズン終了後に柳想鐵が蔚山現代、安永が柏、佐藤が清水へ移籍。
2005年
岡田体制3年目。城南一和天馬からアデマール、浦和から山瀬功治、モンテディオ山形から大島秀夫、静岡学園高校から狩野健太、桐光学園から田中祐介が加入。ユースから飯倉大樹、天野貴史が昇格。夏にSEパルメイラスからマグロン、磐田からグラウが加入。
スーパーカップは東京Vと対戦してPK戦で敗れる。
AFCチャンピオンズリーグ2005はグループステージ敗退。
通年制となり、史上初の3連覇を目指したリーグ戦は第6節終了時点で3勝2分1敗だったが、昇格組の大宮アルディージャ、川崎フロンターレに連敗。その後は負け無しで第16節で首位鹿島と勝ち点9差の3位につける。しかし、第17節でFC東京に0-4で敗れて以降6試合勝ち無しと低迷して優勝争いから脱落。アデマールや安貞桓退団後に加入したグラウが全くチームにフィットせず、久保が腰痛に悩まされ出場機会が減少したこともあり、年間を通して得点力不足が解消されなかった。最終順位は9位。得点数は優勝したガンバ大阪の半分の41でリーグワースト6位。日本代表の中澤、松田を中心とした堅守により失点数はリーグ3位タイの40。
ナビスコカップは準決勝でG大阪に、天皇杯は5回戦で川崎に敗れる。
5月にアデマールがADサンカエターノ、6月に安貞桓がFCメス、7月に遠藤が神戸へ移籍。シーズン終了後にグラウが大宮へ移籍。
2006年
岡田体制4年目。アトレチコ・ミネイロからマルケス、大分から6年ぶりに吉田孝行らが加入。ユースからハーフナー・マイク、秋元陽太が昇格。順天堂大学から小宮山尊信が特別指定選手として加入。
リーグ戦は開幕4連勝で首位に立ったが、第5節からの15試合で2勝と低迷。特に試合終盤の80分以降の失点が続き、第19節の敗戦後に岡田が辞任。後任にはコーチを務めていた水沼貴史が就任。監督交代以降は7勝1分7敗で前年と同じ9位で終了。久保や奥、マルケスら攻撃陣が不調で得点数は49。失点数はリーグ3位の43失点で、この年も日本代表DFの中澤、松田らによる堅守が目立つ結果となった。
ナビスコカップは準決勝で鹿島に、天皇杯は準々決勝でG大阪に敗れる。
シーズン中にマグロンが移籍。シーズン終了後に榎本達也が神戸、奥と久保が横浜FC、ドゥトラがスポルチ・レシフェへ移籍。中西が退団。
2007年
早野宏史が11年ぶりに監督に就任。レッドスター・ベオグラードから鈴木隆行、東京Vからマルクスらが加入。ユースから長谷川アーリアジャスール、田代真一 、斎藤陽介が昇格。野洲高校から乾貴士が加入。
リーグ戦はシーズンを通して攻撃陣の好不調の波が非常に大きく、大量得点の試合がある反面12試合で無得点だった。前年を上回る7位で終了したが、優勝争いに絡めず、目標とした3位以内にも届かなかった。得点数は54でリーグ6位（大島、坂田、山瀬功治が2ケタ得点をマーク）、失点数は35でリーグ2位。調子にばらつきのある攻撃陣に比べて日本代表DFを擁する守備陣は年間を通して安定していた。
J1では初めて横浜FCとの横浜ダービーが開催された。アウェーでの第2節は0-1で敗戦。ホームでの第19節はチーム新記録の1試合8得点を記録して8-1で勝利。なお同試合の前夜にスタジアム付近で「JUST GEDO」という名称のサポーター団体が横浜FCサポーターを暴行するという事件を起こし逮捕されている。
ナビスコカップは準決勝で川崎に、天皇杯は5回戦で清水に敗れる。
左伴が社長を退任。後任は斎藤正治。
シーズン中にマルクスが移籍。シーズン終了後に早野が退任。那須が東京V、吉田が神戸へ移籍。鈴木、上野、マルケスらが退団。
2008年
桑原隆が監督に就任。クルゼイロECからロニーとロペス、水戸ホーリーホックから小椋祥平、早稲田大学から兵藤慎剛、慶熙大学校から金根煥、帝京高校から浦田延尚、丸岡高校から梅井大輝が加入。ユースから金井貢史、水沼宏太が昇格。
リーグ戦の序盤は3位につけていたが、第9節から10試合未勝利（クラブタイ記録の公式戦6連敗も記録）と低迷。第16節で降格圏内の16位へ転落したのが決定打となり桑原を解任。統制本部長の木村浩吉が後任となった。第20節で11試合ぶりの勝利を挙げると、第22節で勝利し降格圏を脱出。最終順位は9位。2005年から続く得点力不足は解消されず、この年も中澤、松田、栗原らの日本代表経験者を中心とした堅守で勝ち切る試合が多かった。
ナビスコカップは準々決勝で、天皇杯は準決勝でいずれもG大阪に敗退。
シーズン中にロニーがG大阪へ移籍。シーズン終了後、田中隼磨が名古屋グランパス、大島がアルビレックス新潟、乾がC大阪へ移籍。ロペスが退団。
2009年
チームスローガン：Enjoy・Growing・Victory
木村浩吉体制2年目。早稲田大学から渡邉千真、釜慶高校から丁東浩が加入。ユースから齋藤学、端戸仁が昇格。
リーグ戦は開幕から4試合未勝利と出遅れ、上位の鹿島、川崎、清水、名古屋にホームゲームで勝利した一方、この年にJ1に初昇格した山形に逆転負けを喫するなど終始低迷。最終順位は10位。それでもプロ1年目で13得点を挙げた渡邉、ユース組の天野、飯倉、長谷川らの若手や狩野らの中堅の活躍が見られたシーズンとなった。
ナビスコカップは準決勝で、天皇杯は4回戦でいずれも川崎に敗れる。
6月、セルティックFCに所属する中村俊輔の獲得交渉に失敗。交渉決裂の責任をとって斎藤正治が社長を辞任。嘉悦朗が後任に就いた。
シーズン終了後、木村浩吉との契約を解除。ハーフナー・マイクがヴァンフォーレ甲府、山瀬幸宏がサガン鳥栖、小宮山が川崎へ移籍。

### 2010年代
2010年
チームスローガン：ACTIVE
木村和司が監督に就任。エスパニョールから8年ぶりに中村俊輔、大宮から6年ぶりに波戸康広、東京Vから藤田優人、CAボカ・ウニドスからバスティアニーニが完全移籍で加入。早稲田大学から松本怜が加入。ユースの小野裕二が2種登録。中村獲得の効果もあり、入場者数が前年比17.6%の増加となった。
リーグ戦は開幕戦を落としたものの、続く湘南ベルマーレ、川崎との神奈川ダービーで連勝。しかし、その後は勝ち負けを繰り返すようになり優勝争いからは早々に脱落し、最終順位8位。中村のセットプレーという武器を手に入れたものの、9試合で無得点と得点力不足は解消されなかった。また、日本代表経験者を擁する堅守にも綻びがみられたシーズンとなった。
ナビスコカップはグループリーグ敗退、天皇杯は4回戦で清水に敗れた。
リーグ最終節前にマスコミなどで松田や山瀬功治らベテラン選手との契約満了が報じられ、その後クラブも正式に発表。最終節後のセレモニーでは、この決定と発表の経緯にサポーターが反発。監督や社長挨拶がかき消されるほどの松田コールや、セレモニー後もスタジアムで約6時間に及ぶ座り込みなどの抗議を行った。
シーズン終了後、松田が松本山雅FC、山瀬と田中裕介が川崎、河合が札幌、清水がアビスパ福岡、坂田がアリス・テッサロニキ、浦田が鳥栖、斎藤陽介がアルビレックス新潟シンガポールへ完全移籍。藤田が横浜FC、齋藤学が愛媛FC、田代がFC町田ゼルビアに期限付き移籍。期限付き移籍していた梅井が退団。
2011年
チームスローガン：進化する心・技・体 ACTIVE 2011
木村和司体制2年目。清水から青山直晃、川崎から下部組織出身の谷口博之、柏から小林祐三、東京Vから大黒将志が完全移籍で加入。青山学院大学から育成組織出身の武田英二郎、筑波大学から育成組織出身の森谷賢太郎が加入。期限付き移籍していた金根煥が復帰。ユースから小野、松本翔が昇格。
リーグ戦は前半戦を首位で折り返したが、後半戦は3度連敗を喫するなど失速して優勝争いから脱落し、最終順位は5位。天皇杯は準決勝で京都サンガF.C.に敗れ、ACL出場権獲得を命題として望んだシーズンだったが叶わなかった。ナビスコカップは準決勝で鹿島に敗れた。
8月12日に松田直樹（8月4日に死去）が在籍時に使用していた背番号3を永久欠番にすると発表。Jリーグ創設以来、サポーターナンバーを除いて初の永久欠番となった。
シーズン開始直後にバスティアニーニが退団。シーズン終了後、監督の木村和司を解任。波戸が現役引退。藤田が柏、秋元が愛媛、渡邉と長谷川がFC東京へ完全移籍。端戸がギラヴァンツ北九州、武田がジェフユナイテッド千葉、金根煥が鳥栖へ期限付き移籍。
2012年
チームスローガン：All for Win
前年までコーチを務めた樋口靖洋が監督に就任。東京Vから富澤清太郎、福岡から六反勇治と中町公祐、アトレチコ・ミネイロから2003年に在籍していたマルキーニョス、サンタクルスFCから2001年から2006年に在籍していたドゥトラが完全移籍で加入。流通経済大学から比嘉祐介が加入。期限付き移籍していた齋藤が復帰。ユースから熊谷アンドリュー、鈴木椋大が昇格。
序盤はチームワーストの開幕7戦未勝利であったが、第8節から15戦無敗を記録し上位争いに加わる。8月〜9月に連敗を喫するが、その後は勝利を重ねて順位をあげ、年間最少敗戦、最少失点を含めた4位でシーズンを終えた。ナビスコカップはグループリーグ敗退、天皇杯は準決勝で柏に敗れた。
シーズン終了後、青山が甲府、森谷が川崎、小野がスタンダール・リエージュ、谷口と狩野が柏、水沼が鳥栖、金根煥が新潟へ完全移籍。松本怜が大分、松本翔が愛媛、金井が鳥栖、大黒が杭州緑城、武田がガイナーレ鳥取へ期限付き移籍。
| 監督 樋口靖洋 1榎本哲也 5ドゥトラ 22中澤佑二 4栗原勇蔵 13小林祐三 27富澤清太郎 8中町公祐 11齋藤学 25中村俊輔 7兵藤慎剛 18マルキーニョス 2013年基本フォーメーション |

2013年
チームスローガン：All for Win -Realize-
樋口体制2年目。SAGAWA SHIGA FCから奈良輪雄太、千葉から藤田祥史、SC相模原からファビオが完全移籍で加入。国士舘大学から育成組織出身の佐藤優平が加入。期限付き移籍していた田代、端戸、丁東浩が復帰。ユースから喜田拓也が昇格。
リーグ戦は開幕から6連勝し第7節まで首位をキープ。第21節で首位に再び浮上し、第29節で広島との直接対決に勝利。第32節終了時点で2位広島と勝ち点5差で首位に立ち、残り2試合のうち1つでも勝てば優勝という状況であった。しかし、第33節の新潟戦を0-2、続く最終節の川崎戦も0-1とシーズン初の連敗を喫する。逆に残り2節を連勝した広島に逆転されて2位で9年ぶりの優勝を逃した。
ナビスコカップは準決勝で柏に敗れた。天皇杯は21年ぶりに決勝進出。決勝は広島に勝利し、第72回大会以来、Jリーグ発足後としては初の優勝を果たした（日産自動車時代を含めて7度目の優勝）。
中村が2度目のMVPを史上最年長で受賞した。
シーズン終了後、マルキーニョスが神戸、丁東浩が蔚山現代、田代が千葉、期限付き移籍していた金井が鳥栖、大黒が杭州緑城へ完全移籍。武田が福岡、天野が千葉、比嘉が京都へ期限付き移籍。
2014年
チームスローガン：All For Win -Fight it out!-
樋口体制3年目。新潟から三門雄大、大宮から下平匠、名古屋から下部組織出身の藤本淳吾、清水から伊藤翔、川崎から矢島卓郎が完全移籍で加入。順天堂大学から育成組織出身の天野純、興国高校から北谷史孝が加入。期限付き移籍していた松本翔が復帰。夏の移籍期間で蔚山現代からラフィーニャが完全移籍加入。
スーパーカップでは広島に0-2で敗れ、初優勝を逃す。
ACLはグループステージ敗退。
リーグ戦は開幕から3連勝するも、第6節から5試合連続無得点となり低迷。ブラジルワールドカップ中断前までの14試合で総得点は13。夏の移籍期間にラフィーニャを獲得して得点力不足打開を図る。しかし、ラフィーニャは負傷などで稼働率が低く、攻撃陣では伊藤が唯一気を吐く状況だった。最終順位は7位。失点数はリーグ最少の29失点だったが、総得点数は37でリーグワースト6位。
ナビスコカップは準々決勝で柏に、天皇杯は3回戦で北九州に敗れた。4月に天皇杯優勝マークをつけた記念の限定ユニフォームを販売していたが、生産上の理由から発送は9月上旬となっていたため、サポーターが天皇杯で着用する機会がないまま大会を終えた。
7月にシティ・フットボール・グループが日産自動車とグローバル・パートナーシップを締結し、横浜F・マリノスの少数株主となることが発表された。
リーグ戦第21節の川崎戦で、横浜FMのサポーターが川崎の選手の前でバナナを振り回した行為が、差別的行為とされる不祥事が発生。クラブ側は当該サポーターを無期限入場禁止処分とした。また、Jリーグからクラブに対してけん責及び制裁金500万円の処分が課された。
シーズン中にドゥトラが現役引退。シーズン終了後、樋口が退任。小椋がG大阪、藤田と武田が湘南、六反が仙台、松本怜が大分へ完全移籍。松本翔がレノファ山口FCへ期限付き移籍。
2015年
チームスローガン：Integral Goal - All for Win -
エリク・モンバエルツが監督に就任。サンパウロFCからアデミウソンが期限付き移籍で加入。東福岡高校から中島賢星、専修大学から仲川輝人が加入。期限付き移籍していた熊谷、比嘉、天野貴史が復帰。ユースから田口潤人が昇格。シーズン中に関東学院大学から育成組織出身の富樫敬真が特別指定選手として加入。
2ステージ制に戻ったリーグ戦の1stステージは、第10節から4連勝したものの、上位のチームには勝ちきれず、7勝5分5敗で6位。2ndステージは開幕5試合未勝利の後、4連勝を含む7勝2分としたものの、終盤に連敗して5位に終わる。年間順位は7位。一方喜田や天野などの若手選手がスタメンに名を連ねる機会が増えたシーズンとなった。
ナビスコカップはグループリーグ敗退、天皇杯は4回戦で神戸に敗れた。
シーズン中に富澤が千葉へ完全移籍。シーズン終了後、端戸と奈良輪が湘南、比嘉が千葉、天野貴史がAC長野パルセイロ、佐藤が山形、矢島が京都、藤本とアデミウソンがG大阪、松本がサウルコス福井へ完全移籍。鈴木が東京V、熊谷がツエーゲン金沢へ期限付き移籍。
嘉悦が社長を退任。後任は長谷川亨。
2016年
チームスローガン：Integral Goal - All for Win -
モンバエルツ体制2年目。東京Vから前田直輝、千葉から3年ぶりに金井貢史、フラメンゴからカイケ、FCボトシャニからマルティノス、Y.S.C.C.横浜から高橋拓也が完全移籍で加入。順天堂大学から新井一耀、日本体育大学から育成組織出身の高野遼、慶熙大学校（韓国）からパク・ジョンスが加入。ユースから遠藤渓太、和田昌士が昇格。
リーグ戦は1stステージは11位、2ndステージは7位で年間順位は10位。得点源はセットプレーかマルティノスと齋藤を活かしたカウンターに依存してしまい、シーズンを通して得点力不足に悩まされた。この年加入のカイケはフィットすることなく、度重なる規律違反で9月に練習参加を禁止された。
ナビスコカップから名称が変わったルヴァンカップは準決勝でG大阪に敗れ、天皇杯は準決勝で鹿島に敗れた。
シーズン中に三門が福岡へ完全移籍。シーズン終了後、中村が磐田、榎本哲也が浦和、小林が鳥栖、兵藤が札幌、北谷がV・ファーレン長崎、ファビオと鈴木がG大阪、高橋が北九州へ完全移籍。ラフィーニャが契約満了で退団。熊谷が千葉、和田が山口、田口が藤枝MYFC、カイケがサントスFCへ期限付き移籍した。
小林などの契約満了に伴う退団、3年連続でフルタイム出場した中澤や栗原などのベテラン選手に対して来季年俸の大幅ダウン提示、モンバエルツの去就などの報道を受けサポーターが反発。チームは公式サイトに報道を受けてのコメントを掲載した。 また、中村の移籍に関しても移籍までの経緯を公式サイトに掲載するなど異例の事態に追われた。これらの契約をめぐる混乱により長谷川が社長を退任。後任は古川宏一郎。チーム統括本部長の下條佳明も同年3月で退団。アイザック・ドルが新設のスポーティングダイレクター（SD）に就任。
2017年
チームスローガン：Integral Goal - All for Win -
モンバエルツ体制3年目。柏から山中亮輔、新潟から松原健、名古屋から扇原貴宏、京都から杉本大地、北九州から鈴木彩貴、レッドスターからウーゴ・ヴィエイラとダビド・バブンスキー、1860ミュンヘンからミロシュ・デゲネクが完全移籍で加入。ユースから原田岳、吉尾海夏が昇格。齋藤が10番を自ら志願し、キャプテンに任命された。
4月27日、ホームタウンに大和市が追加されたことがJリーグ理事会から承認され、クラブ公式サイトで発表された。
夏の移籍期間に新井が名古屋、中島がFC岐阜、仲川が福岡へ期限付き移籍。練習生だったイッペイ・シノヅカが加入した。
通年制に戻ったリーグ戦は、シーズン前半は調子が上がらなかったものの、第10節以降は新加入選手の活躍もあり15試合負けなし。9月に齋藤がシーズン終了となる負傷離脱があったものの、最終順位は5位。
ルヴァンカップはグループリーグ敗退。
天皇杯はFC大阪、アスルクラロ沼津、広島、磐田、柏を下して4年ぶりに決勝進出。決勝ではC大阪と対戦。延長戦の末1-2で敗れ、準優勝に終わった。
シーズン終了後、モンバエルツが退任。齋藤が川崎、マルティノスが浦和、パク・ジョンスが柏、前田が松本、新井が名古屋、熊谷が千葉、中島が岐阜、田口が新潟へ完全移籍。富樫がFC東京へ期限付き移籍。
2018年
チームスローガン：Brave and Challenging ~勇猛果敢~
アンジェ・ポステコグルーが監督に就任。

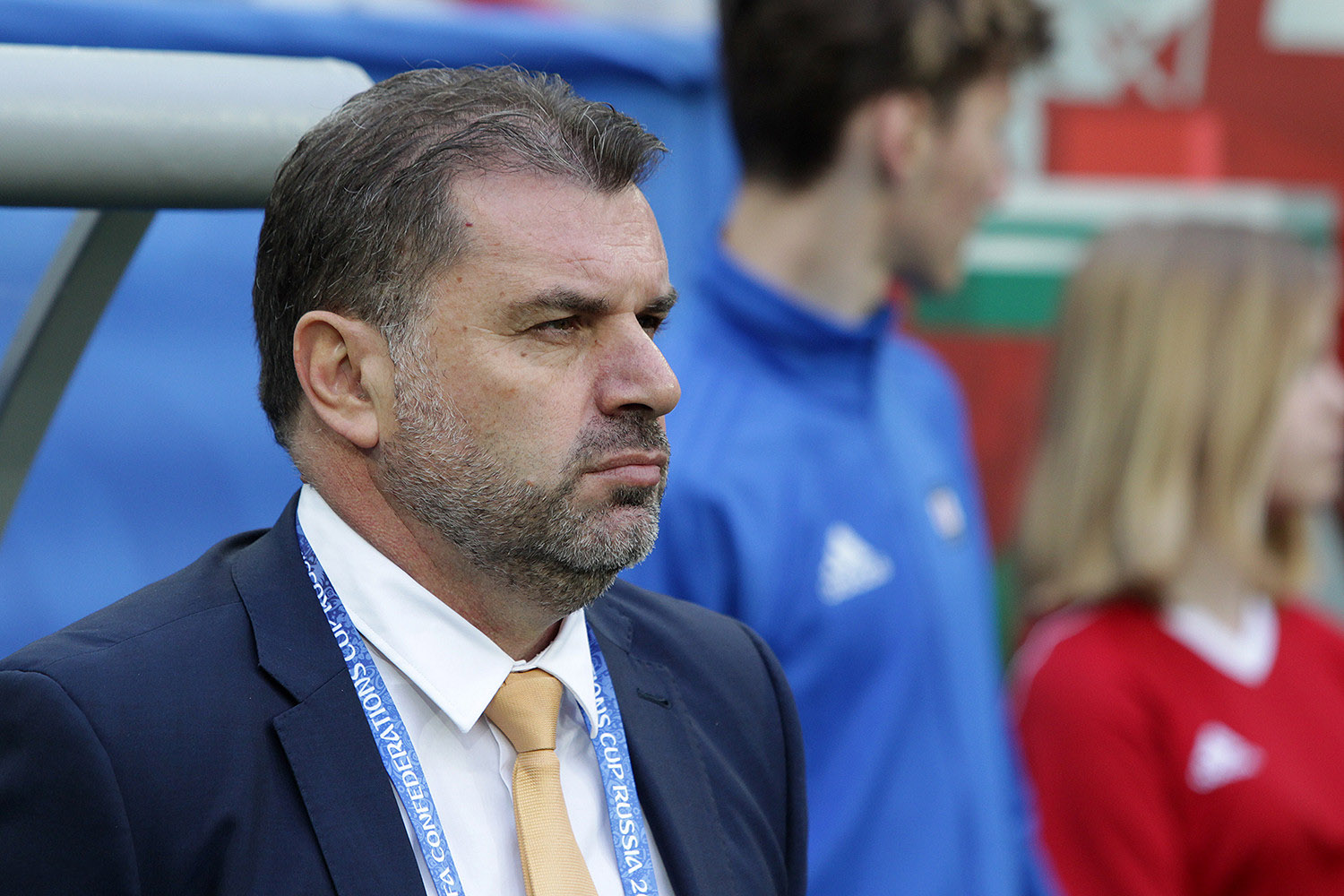
アンジェ・ポステコグルー

柏から大津祐樹、FCソウルからユン・イルロク、遼寧宏運からオリヴィエ・ブマルが完全移籍で加入。鹿児島城西高校から生駒仁、履正社高校から町野修斗が加入。ユースから西山大雅、堀研太、山田康太が昇格。期限付き移籍していた仲川と和田が復帰。中澤が2007年以来のキャプテンに就任した。
夏の移籍期間にデゲネクがレッドスター、金井が名古屋、バブンスキーが大宮へ完全移籍。一方でRCランスからドゥシャン、東京Vから畠中槙之輔が完全移籍で、パルメイラスからチアゴ・マルチンス、FC東京から久保建英が期限付き移籍で加入。
2000年代後半以降から続く堅守を中心としたスタイルを一変し、ハイライン、ハイプレスの攻撃的なスタイルにより爆発的な得点力を見せた。一方、極端なハイラインによってCBの位置する最終ライン背後の広大なスペースを狙われ続け、守備の安定を欠いた。残留争いに巻き込まれ、戦術を研究された最終盤の5試合は複数得点できず1勝4敗となり、リーグ戦の最終成績は12勝5分17敗の勝点41の12位。自動降格となった17位・柏とは勝ち点差2、プレーオフに回った16位・磐田と同じ勝ち点となり、得失点差で上回っての残留となった。総得点はリーグ2位の56だったが、失点はリーグワースト3位の56。2006年以来12年ぶりに負け越しとなった。
ルヴァンカップは2001年以来17年ぶりに2度目の決勝に進出。決勝は湘南に0-1で敗れて準優勝。天皇杯は4回戦でベガルタ仙台に敗れた。
7月に古川が社長を退任。後任は黒澤良二。
8月でスポーティングダイレクターのアイザック・ドルが退任。後任は小倉勉。
シーズン終了後に久保がFC東京へ復帰。鈴木が長崎、伊藤が鹿島、山中が浦和、中町がZESCOユナイテッドFC、ウーゴ・ヴィエイラがスィヴァススポル、オリヴィエ・ブマルがパニオニオスFC、期限付き移籍していた下平が千葉、富樫が町田、カイケがゴイアスECへ完全移籍。ユン・イルロクが済州ユナイテッドFCへ期限付き移籍。2002年の加入から16年間プレーしていた中澤が現役を引退。
| 監督 ポステコグルー 1朴一圭 5ティーラトン 44畠中槙之輔 13チアゴ 27松原健 33和田拓也 8喜田拓也 9マルコス 11遠藤渓太 23仲川輝人 17エリキ 2019年 基本フォーメーション |

2019年
チームスローガン：Brave and Challenging 勇猛果敢
ポステコグルー体制2年目。徳島から広瀬陸斗、琉球から朴一圭と中川風希、浦和から李忠成、フルミネンセFCからマルコス・ジュニオールが完全移籍で、川崎から三好康児、広島から和田拓也、ECバイーアからエジガル・ジュニオ、ムアントン・ユナイテッドFCからティーラトンが期限付き移籍で加入。ユースから山谷侑士、椿直起が昇格。
夏の移籍期間では天野がスポルディング・ロケレンへ期限付き移籍、三好がロイヤル・アントワープFCへの期限付き移籍に伴う契約終了、イッペイが大宮、飯倉が神戸へ完全移籍。一方で、MKSポゴニ・シュチェチンから泉澤仁、水戸から伊藤槙人、東京Vから渡辺皓太が完全移籍で加入。広島から下部組織出身の中林洋次、名古屋からマテウス、パルメイラスからエリキが期限付き移籍で加入した。
前年から引き続き、ハイライン・ハイプレスのアタッキングフットボールを展開。課題だった守備もチアゴ・マルチンスと畠中のCBコンビと、4月にレギュラー入りしたGK朴を中心に安定させた。リーグ戦は守備ブロックを固めるチームに苦戦して大分、札幌、C大阪には複数失点かつ無得点で敗れるが、三好やマルコス、エジガル・ジュニオら新戦力がフィットし、前半戦を3位で折り返す。8月には3連敗を喫するが、前年からの好調を維持していた仲川や遠藤、新戦力のティーラトン、エリキ、マテウスらの活躍もあり、第24節以降の10試合を9勝1分として首位に立つ。日産スタジアムで迎えた最終節は、勝ち点3差で2位のFC東京を直接対決で下し、15年ぶり4度目のリーグ優勝を達成した。総得点数68はリーグ最多、失点は38で前年より大幅に改善。得失点差はリーグベストの+30を記録。
仲川がシーズンMVPを受賞。また、仲川とマルコスがシーズン15得点でリーグ史上初の同一チームから複数人が得点王獲得の快挙を達成。
ルヴァンカップはグループリーグ敗退、天皇杯は4回戦で鹿島に敗れた。
7月27日に「EUROJAPAN CUP 2019」にて、マンチェスター・シティFCと親善試合を行った
。
シーズン終了後、マテウスが名古屋へ復帰。広瀬が鹿島、李と中川が京都、杉本が磐田、ドゥシャンが徳島、期限付き移籍していたユン・イルロクがモンペリエHSC、和田が相模原、町野が北九州、堀がラインメール青森へ完全移籍。2002年の入団から18年間クラブ一筋でプレーした栗原が現役引退。

### 2020年代
2020年
チームスローガン：Brave & Challenging 勇猛果敢
ポステコグルー体制3年目。浦和からオナイウ阿道、京都から仙頭啓矢、金沢から山本義道、徳島から梶川裕嗣と杉本竜士、山口から前貴之、C大阪から水沼宏太が10年ぶりに完全移籍で加入。流通経済大学からオビ・パウエル・オビンナが加入。ユースから松田詠太郎、池田航、ブラウン・ノア賢信が昇格。昨季期限付き移籍加入していた和田、中林、チアゴ・マルチンス、ティーラトンが完全移籍に移行。エジガル・ジュニオとエリキの期限付き移籍期間が延長。
通算で5回目の出場となったFUJI XEROX SUPER CUPは神戸と対戦。3度のビハインドを追いつく執念を見せPK戦に持ち込むも9人連続PK失敗という珍事が起き、その末に敗戦。これで横浜マリノス時代からスーパーカップは5連敗となった。
夏の移籍期間では遠藤が1.FCウニオン・ベルリンへ期限付き移籍（後に完全移籍）。スポルティング・ロケレンから天野純が復帰し、同チームに所属していた小池龍太、福岡から實藤友紀が完全移籍で加入。松本から前田大然、柏からジュニオール・サントスが期限付き移籍で加入。ユースから津久井匠海が昇格した。10月に朴が鳥栖に期限付き移籍し、入れ替わる形で鳥栖から高丘陽平が完全移籍で加入。
リーグ戦では、コロナ禍による日程の過密化により怪我人が続出。急造で3バックを採用するなど、前年と打って変わって苦戦する試合が続いた。一時は4位まで浮上したものの最後まで優勝争いに絡めず、14勝5分15敗の9位で終了した。エリキとジュニオール・サントスがともに13得点を挙げ、前年を上回るリーグ2位の総得点69を記録したものの、守備が安定せずリーグワースト4位の総失点59を喫した。
天皇杯は規定により出場せず。ルヴァンカップは準決勝で柏に敗れた。
AFCチャンピオンズリーグ2020は、グループステージを4勝1敗1分の1位で通過。クラブ史上初の決勝トーナメント進出を果たすも、ラウンド16で水原三星ブルーウィングスに敗れた。
シーズン終了後、大津が磐田、仙頭が鳥栖、期限付き移籍していた泉澤が甲府、山本が磐田、杉本が横浜FC、前が松本、朴が鳥栖、エジガル・ジュニオが長崎、ブラウンノアが水戸へ完全移籍。エリキとジュニオール・サントスが期限付き移籍期間満了で退団。
2021年
チームスローガン：Brave & Challenging 勇猛果敢
ポステコグルー体制4年目。大分から岩田智輝、ECバイーアからエウベル、ECヴィトーリアからレオ・セアラ、Honda FCから育成組織出身の白坂楓馬が完全移籍で加入。前田が完全移籍に移行。興國高校から樺山諒乃介、田川知樹、平井駿助、南拓都が加入。ユースから植田啓太と寺門陸が昇格。
夏の移籍期間ではオナイウがトゥールーズFC、高野と伊藤が磐田へ移籍。一方FCザンクトパウリから宮市亮が完全移籍で、浦和から杉本健勇が期限付き移籍で加入。また、2022年から加入が内定していた筑波大学の角田涼太朗が予定より半年早めて加入した。
6月10日、ポステコグルー監督がセルティックからのオファーを受け退任。暫定後任は松永英機。7月18日、ケヴィン・マスカットが監督に就任。
リーグ戦では開幕戦で川崎に敗れたものの、序盤から好調を維持。第15節から13試合負け無しを記録し、首位の川崎に勝ち点1差まで詰め寄る。しかし、その後の8試合で3勝1分4敗と勝ち点を伸ばせず、この間に全勝した川崎に引き離されて、4試合を残して優勝の可能性が消滅。最終的に2位で終えた。それでも総得点数は82、勝ち点は79とJリーグが2回戦総当たり制になった1996年以降ではクラブの過去最多得点と年間最多勝ち点を更新したのに続き、前田が第35節のFC東京戦で前半に2ゴールを挙げたことで（その後前田はハットトリックも達成）1998年の城彰二以来2人目となるクラブの日本人選手シーズン20ゴールをマーク。最終的には23ゴールで川崎のレアンドロ・ダミアンと得点王のタイトルを分け合った。
天皇杯では2回戦でHonda FCに敗戦。ルヴァンカップはプレーオフで札幌に敗戦。
シーズン終了後、杉本が浦和へ復帰。扇原が神戸、ティーラトンがブリーラム・ユナイテッドFC、和田が横浜FC、梶川が磐田、チアゴ・マルチンスがニューヨーク・シティFC、期限付き移籍していた原田が長崎、山田が山形、生駒が山口、西山が横浜FCへ完全移籍。また、前田がセルティック、天野が蔚山現代へ期限付き移籍（前田は後に完全移籍）。
| 監督 マスカット 1高丘陽平 2永戸勝也 5エドゥアルド 24 岩田智輝 25小池龍太 6渡辺皓太 8喜田拓也 30西村拓真 7エウベル 18水沼宏太 11ロペス 2022年 基本フォーメーション |

2022年
チームスローガン：Brave & Challenging 勇猛果敢

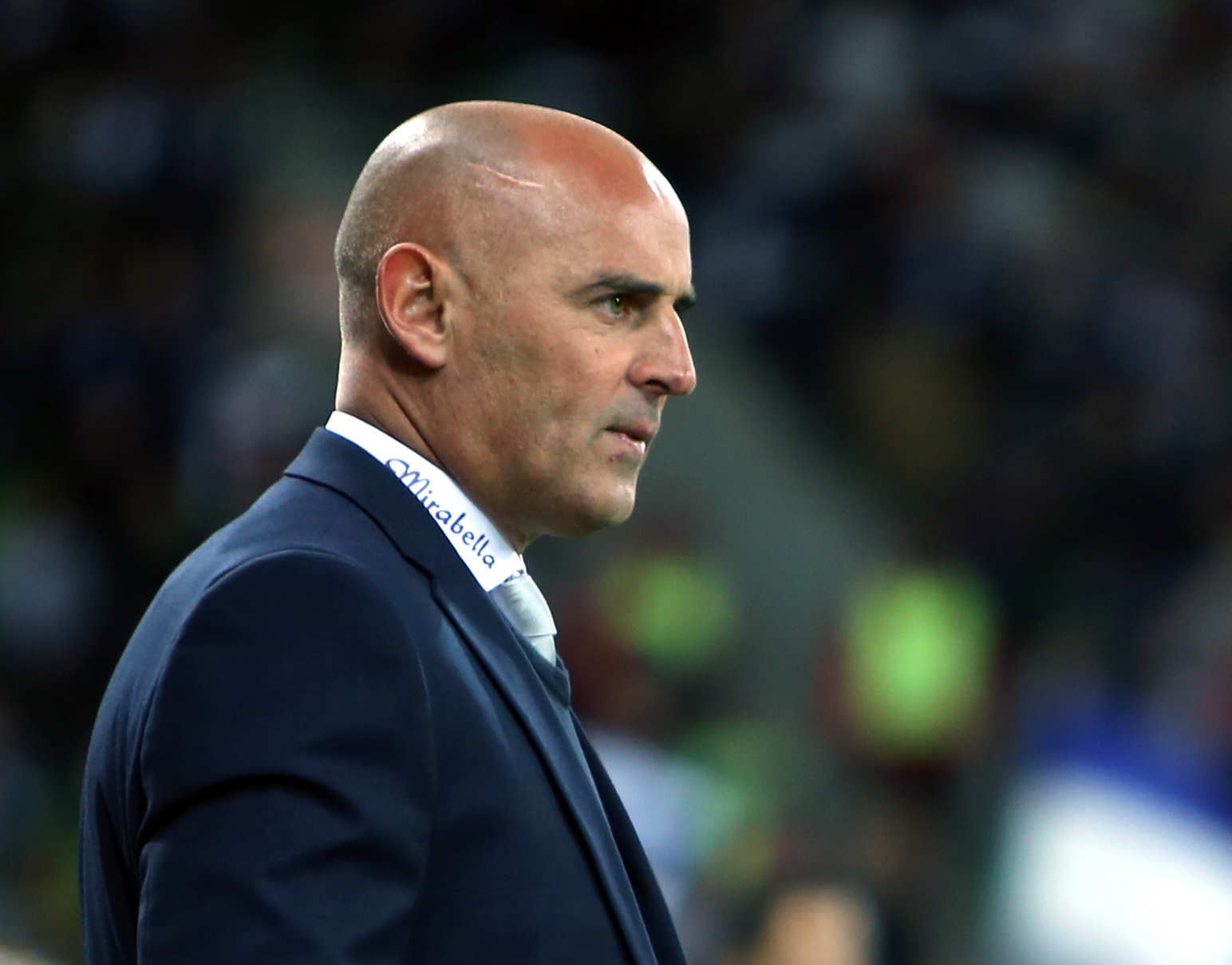
2022年シーズンに監督として5度目のJ1優勝をもたらしたケヴィン・マスカット

マスカット体制2年目。仙台から西村拓真、徳島から藤田譲瑠チマ、鹿島から永戸勝也、C大阪から小池裕太、鳥栖からエドゥアルド、武漢足球倶楽部（中国）からアンデルソン・ロペス、青森から育成組織出身の榊原彗悟が完全移籍で加入。また、樺山、オビ、吉尾、ンダウ・ターラが期限付き移籍から復帰。ユースから山根陸、西田勇祐が昇格。夏の移籍期間にモレイレンセFCからヤン・マテウスが完全移籍で加入。
リーグ戦は、アンデルソン・ロペスや西村ら新戦力のフィットや既存戦力の水沼、仲川、宮市、小池龍太、エウベルらの活躍もあり、前半戦を首位で折り返す。天皇杯では3回戦で栃木に敗れたものの、リーグ戦は第15節からの8試合を6連勝を含む6勝2分として好調を維持した。8月はリーグ戦の川崎戦、ルヴァンカップ準々決勝の広島戦、AFCチャンピオンズリーグ2022ラウンド16の神戸戦を全て落とし不調に陥ったものの、9月以降は持ち直して着実に勝ち点を積み重ね、残り4試合で2位の川崎に勝ち点8差をつけてリーグ優勝に王手をかけた。だが、残留争いを強いられていたG大阪と磐田にこの年無敗を誇っていた日産スタジアムで連敗し、この間に連勝した川崎に勝ち点2差までに詰め寄られる。しかし、残り2試合で立て直し、浦和と神戸に連勝して3年ぶり5回目のリーグ優勝を達成。総得点数は70でリーグ最多、総失点数は名古屋と並んで35でリーグ最少タイ。11月1日に発表されたワールドカップメンバーに1人も選ばれなかったクラブがリーグ優勝するのはJリーグ史上初。
岩田がシーズンMVPを獲得。DFのMVP獲得は、2006年の田中マルクス闘莉王以来16年ぶり。
11月28日に国立競技場でASローマとの親善試合が開催された。
11月30日に社長の黒澤が退任。後任は中山昭宏。
シーズン終了後、仲川がFC東京、レオ・セアラがC大阪、中林が南葛SC、池田がエスペランサSCへ、期限付き移籍していた樺山が鳥栖、ンダウ・ターラがFC大阪、山谷がゲイラン・インターナショナルFC（シンガポール）、椿が千葉へ完全移籍。岩田がセルティックFC（スコットランド）、西田が長野へ期限付き移籍（岩田は後に完全移籍）。
2023年
チームスローガン：Brave & Challenging 勇猛果敢
マスカット体制3年目。柏から上島拓巳、大分から井上健太、長崎から植中朝日、神戸から3年半ぶりに飯倉大樹が完全移籍で加入。明治大学から育成組織出身の木村卓斗、関東学院大学から村上悠緋が加入。白坂、榊原が期限付き移籍から復帰。リーグ開幕後、高丘がバンクーバー・ホワイトキャップスへ完全移籍、田川が富山へ育成型期限付き移籍。G大阪から一森純、磐田から1年半ぶりに杉本健勇が期限付き移籍で加入。夏の移籍期間に藤田がシント＝トロイデンVV、マルコスが広島へ完全移籍、木村が愛媛へ育成型期限付き移籍。長崎から加藤聖、アル・ドゥハイルSCからナム・テヒが完全移籍で加入。ユースからの昇格はなかった。
FUJIFILM SUPER CUPは天皇杯勝者の甲府と対戦。エウベルと西村のゴールで2-1で勝利し、横浜マリノス時代も含めて6度目の挑戦で悲願のスーパーカップ初優勝を果たした。
天皇杯は3回戦で町田に敗れ、3年連続で下位カテゴリ相手に敗退を喫した。ルヴァンカップは準決勝で浦和に逆転負けを喫した。
19年ぶりの連覇を狙ったリーグ戦は、序盤はやや苦戦しながらも、第9節神戸戦や第16節FC東京戦、第17節柏戦では終盤の得点で勝ち切る勝負強さを発揮。4連勝を記録して前半戦を首位で折り返す。後半戦は第24節終了時まで4勝2分1敗で2位神戸と勝ち点1差で首位を維持していたが、下位に低迷していた横浜FCと柏にアウェイで連敗。勝ち点を落として第28節終了時点で2位に後退する。ホームで迎えた第29節の首位神戸との直接対決で完敗し、残り5試合で神戸を勝ち点4差で追いかける展開となった。第30節から3連勝と復調して神戸との勝ち点差を2に縮める。しかし、第33節の新潟戦に引き分けて翌日の試合で神戸が勝利したため、最終節を残して連覇の可能性が消滅。リーグ2位と主要タイトル無冠が確定した。
年間を通してDFを中心に負傷者が続出し（畠中、永戸、小池龍太、小池裕太、加藤が長期離脱）、中盤の選手である喜田や吉尾らがDFで起用される試合が増加。また、ブラジル人選手が交代後は攻撃が手詰まりになることが多く、前年と異なり選手層の薄さを感じさせる台所事情の苦しいシーズンとなった。しかしながら、総得点数は63と2年連続でリーグ最多、個人ではアンデルソン・ロペスが22ゴールで神戸の大迫勇也と得点王のタイトルを分け合った。
7月23日の「Jリーグワールドチャレンジ」でマンチェスター・シティFCと親善試合を行った。
秋春制に移行したAFCチャンピオンズリーグ2023/24はグループステージを4勝2敗の首位で通過し、ノックアウトステージ進出を決めた。
シーズン終了後、マスカットが監督を退任。オビが神戸、期限付き移籍していた津久井が沼津、平井と南が滋賀へ完全移籍。一森と杉本の期限付き移籍期間が満了（一森はG大阪へ復帰、杉本は大宮へ期限付き移籍）。松田が新潟、田川が富山、西田が長野へ期限付き移籍延長。木村が甲府へ期限付き移籍。
2024年
チームスローガン：Brave & Challenging 勇猛果敢

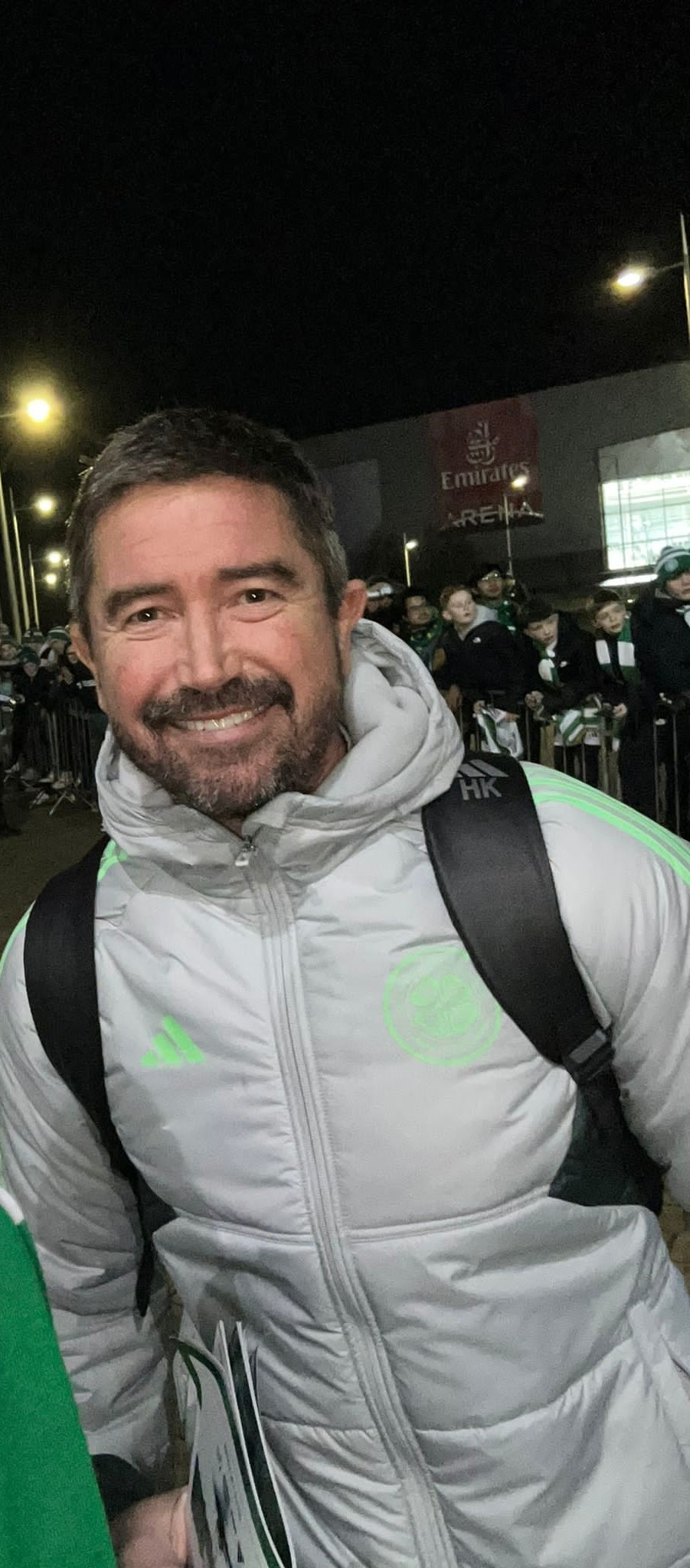
2024年シーズンからチームを率いるハリー・キューウェル

ハリー・キューウェルが監督に就任。東京Vから加藤蓮、新潟から渡邊泰基、川崎から山村和也、町田からポープ・ウィリアムが完全移籍で加入。寺門、植田、天野が期限付き移籍から復帰。鹿屋体育大学から前年特別指定選手として在籍していた吉田真那斗が加入。ユースからの昇格はなかった。
1月24日に角田がカーディフ・シティFCへ完全移籍（移籍後、KVコルトレイクへ期限付き移籍）、2月10日に西村がセルヴェットFCへ期限付き移籍（買取オプション付き）でチームを離れた。慶應義塾大学体育会ソッカー部に所属する塩貝健人の2027年加入内定を発表したが、8月29日にエールディヴィジ・NECナイメヘン加入が発表されたことに伴い契約を解除。
2月からスタートしたACLノックアウトステージは、ラウンド16でバンコク・ユナイテッドFCを破りクラブ史上初のラウンド16を突破。準々決勝は山東泰山にホーム、アウェイで連勝。準決勝の蔚山現代戦はPK戦までもつれ込んだ死闘を制し、前身のアジアクラブ選手権以来34年ぶり、現行フォーマットでは初の決勝進出を果たした。アル・アインFCとの決勝は、第1戦をホームで植中と渡辺のゴールで2-1と逆転勝利。しかし、アウェイでの第2戦では前半終了間際に退場者を出した影響もあり1-5で大敗。2戦合計3-6で準優勝に終わった。
夏の移籍期間に西村が期限付き移籍から復帰し、アル・ナスルSCからジャン・クルードが完全移籍で、神戸から本間ジャスティンが育成型期限付き移籍でそれぞれ加入。吉田が大分へ、植田が相模原へそれぞれ育成型期限付き移籍、實藤が仙台へ、村上が徳島へそれぞれ期限付き移籍。ナムと吉尾が済州ユナイテッドFCへ移籍（ナムは完全、吉尾は期限付き）。
リーグ戦は序盤から苦戦が続き、第20節からの4試合で16年ぶりの4連敗を喫するなど不調に陥った。これを受け、7月15日、キューウェル監督を成績不振を理由に解任。ジョン・ハッチンソンヘッドコーチが暫定的に指揮を取ることになった。ハッチンソンの初陣となった第24節の町田戦は2-1で勝利した。しかし、第33節の柏戦で0-1で敗れたことによりリーグ優勝の可能性が消滅。最終的に15勝7分16敗の9位で終了した。得失点差がマイナスで終えるのは、2001年以来23年ぶりとなった。それでも、個人ではアンデルソン・ロペスが24得点で2年連続の得点王を獲得した（連続獲得は4人目、横浜FM在籍選手としては初）。
天皇杯はG大阪に、ルヴァンカップは名古屋に、それぞれ準決勝で敗れた。
シーズン終了後、ハッチンソン暫定監督が退任（後に磐田の監督に就任）。上島が福岡、小池龍太が鹿島、寺門が山形、白坂が愛媛、西村が町田、畠中がC大阪、榊原が大分、エドゥアルドが長崎、加藤聖が岡山、小池裕太が神戸、水沼がニューカッスル・ジェッツ（オーストラリア）へ完全移籍。徳島へ期限付き移籍していた村上が愛媛へ期限付き移籍、済州へ期限付き移籍していた吉尾が山形、相模原へ育成型期限付き移籍していた植田が富山、仙台へ期限付き移籍していた實藤が同クラブへ完全移籍。長野に育成型期限付き移籍していた西田との契約が満了（YS横浜へ移籍）。本間の育成型期限付き移籍期間が満了（松本へ育成型期限付き移籍）。吉田と田川の期限付き移籍期間が延長。
2025年
チームスローガン：Be a Stunner 圧倒的な存在であれ

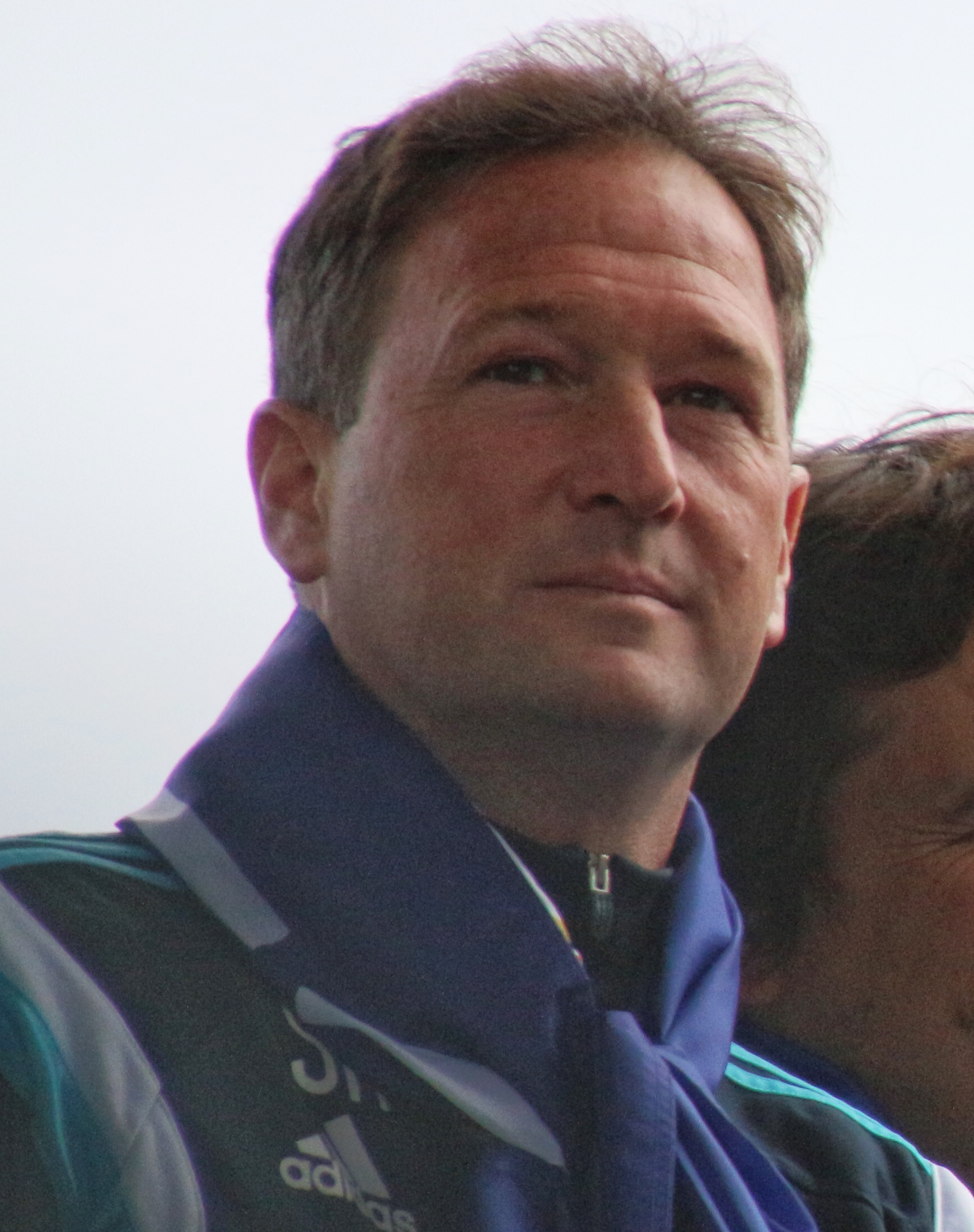
2025年シーズンよりチームを率いるスティーブ・ホーランド

サッカーイングランド代表前ヘッドコーチのスティーブ・ホーランドが監督に、メルボルン・ビクトリーFC前監督のパトリック・キスノーボがヘッドコーチに、浦和の元選手で同クラブのテクニカルダイレクター（TD）を務めた西野努がスポーティングダイレクター（SD）に就任。川崎から遠野大弥、京都から鈴木冬一、アギラス・ドラダス（コロンビア）からジェイソン・キニョーネス、新潟からトーマス・デン、KVメヘレン（ベルギー）からサンディ・ウォルシュ、鳥栖から朴一圭が4年ぶりに完全移籍で加入。松田と木村が期限付き移籍から復帰。日本大学から育成組織出身の木村凌也が加入。ユースから浅田大翔、望月耕平、埜口怜乃が昇格。リーグ開幕後、2026年からの加入が内定していた筑波大学の諏訪間幸成が予定より1年前倒しで加入した一方、松田が鳥栖へ期限付き移籍、永戸が神戸へ完全移籍。夏の移籍期間にいわきから谷村海那、アカデミコ・デ・ヴィゼウFC（ポルトガル）からユーリ・アラウージョ、マッカビ・ハイファFC（イスラエル）からディーン・デイビッド、仙台からオナイウ情滋、磐田からジョルディ・クルークス、カーディフ・シティFC（イングランド）から角田涼太朗が1年半ぶりに完全移籍で加入した一方、ポープ・ウィリアムが湘南、エウベルが鹿島、アンデルソン・ロペスがライオン・シティ・セーラーズFC（シンガポール）、サンディ・ウォルシュがブリーラム・ユナイテッドFC（タイ）へ完全移籍、望月が宮崎へ育成型期限付き移籍。
リーグ戦は開幕から苦戦が続き、11試合でわずか1勝（5分け5敗）と大不調に陥った。これを受け、4月18日にホーランド監督との契約を解除。キスノーボヘッドコーチが暫定的に指揮を執ることになった。5月5日にキスノーボヘッドコーチの監督就任を発表（大島秀夫アシスタントコーチがヘッドコーチに昇格）。また安達亮アシスタントコーチが退任（富山の監督に就任）し、後任に関東学院大学サッカー部コーチの金子勇樹を招聘。松永GKコーチが辞任した。しかしその後もチーム状況は上向かず低迷が続き、第20節終了時点で3勝5分11敗の最下位でJ2降格圏から脱出できず、6月19日にキスノーボ監督の退任を発表（大島秀夫ヘッドコーチが暫定指揮を執る）。6月24日に大島ヘッドコーチの監督就任を発表。大島監督の初陣となる岡山戦ではブラジル人3トップを久々に同時起用したものの、0-1で敗戦。続くFC東京戦も0-3で敗れた。
天皇杯は2回戦でラインメール青森（JFL）に敗れた。

## 成績
| J1リーグ | J1リーグ | J1リーグ                     |                    | Jリーグカップ | Jリーグカップ                                                    | Jリーグカップ |      | 天皇杯 JFA 全日本サッカー選手権大会      | 天皇杯 JFA 全日本サッカー選手権大会 | 天皇杯 JFA 全日本サッカー選手権大会 |
| 順位     | 回数     | 年度                         | 成績               | 回数          | 年度                                                             | 成績          | 回数 | 年度                                     |                                     |                                     |
| -------- | -------- | ---------------------------- | ------------------ | ------------- | ---------------------------------------------------------------- | ------------- | ---- | ---------------------------------------- | ----------------------------------- | ----------------------------------- |
| 優勝     | 5        | 1995, 2003, 2004, 2019, 2022 |                    | 優勝          | 1                                                                | 2001          |      | 優勝                                     | 2                                   | 1992, 2013                          |
| 2位      | 5        | 2000, 2002, 2013, 2021, 2023 | 準優勝             | 1             | 2018                                                             | 準優勝        | 1    | 2017                                     |                                     |                                     |
| 3位      | 1        | 1997                         | ベスト4            | 11            | 1994, 1997, 2005, 2006, 2007, 2009, 2013, 2016, 2020, 2023, 2024 | ベスト4       | 6    | 1994, 2008, 2011, 2012, 2016, 2024       |                                     |                                     |
| 4位      | 3        | 1993, 1998, 2012             | ベスト8            | 8             | 1999, 2000, 2003, 2004, 2008, 2011, 2014, 2022                   | ベスト8       | 5    | 1993, 1999, 2000, 2003, 2006             |                                     |                                     |
| 5位      | 3        | 1999, 2011, 2017             | プレーオフ敗退     | 1             | 2021                                                             | 5回戦敗退     | 3    | 2004, 2005, 2007                         |                                     |                                     |
| 6位      | 1        | 1994                         | グループリーグ敗退 | 10            | 1992, 1993, 1996, 1998, 2002, 2010, 2012, 2015, 2017, 2019       | 4回戦敗退     | 7    | 1997, 2002, 2009, 2010, 2015, 2018, 2019 |                                     |                                     |
| 7位      | 3        | 2007, 2014, 2015             |                    |               |                                                                  | 3回戦敗退     | 5    | 1996, 1998, 2001, 2014, 2022, 2023       |                                     |                                     |
| 8位      | 2        | 1996, 2010                   | 2回戦敗退          | 3             | 1995, 2021, 2025                                                 |               |      |                                          |                                     |                                     |
| 9位      | 5        | 2005, 2006, 2008, 2020, 2024 |                    |               |                                                                  |               |      |                                          |                                     |                                     |
| 10位     | 2        | 2009, 2016                   |                    |               |                                                                  |               |      |                                          |                                     |                                     |
| 12位     | 1        | 2018                         |                    |               |                                                                  |               |      |                                          |                                     |                                     |
| 13位     | 1        | 2001                         |                    |               |                                                                  |               |      |                                          |                                     |                                     |

## タイトル・表彰

### 国内タイトル
- J1リーグ
  - 年間：5回
    - 1995, 2003, 2004, 2019, 2022

  - 1stステージ：4回 
    - 1995, 2000, 2003, 2004

  - 2ndステージ：1回
    - 2003
- Jリーグカップ：1回
  - 2001
- 天皇杯 JFA 全日本サッカー選手権大会：2回
  - 1992, 2013
- スーパーカップ ：1回
  - 2023

### 国際タイトル
- アジアカップウィナーズカップ：1回
  - 1992-93

### 表彰
- J1フェアプレー賞：3回
  - 2010年、2014年、2015年
- 最優秀育成クラブ賞：1回
  - 2018年

### 個人別

#### J1リーグ
- 最優秀選手 (MVP)
  - 2000年 中村俊輔
  - 2004年 中澤佑二
  - 2013年 中村俊輔(2)
  - 2019年 仲川輝人
  - 2022年 岩田智輝
- ベストイレブン
  - 1993年 松永成立、井原正巳、ラモン・ディアス
  - 1994年 井原正巳(2)
  - 1995年 井原正巳(3)、鈴木正治
  - 1996年 井原正巳(4)
  - 1997年 井原正巳(5)
  - 1999年 中村俊輔
  - 2000年 松田直樹、中村俊輔(2)
  - 2002年 松田直樹(2)
  - 2003年 ドゥトラ、中澤佑二、奥大介、久保竜彦
  - 2004年 ドゥトラ(2)、中澤佑二(2)、奥大介(2)
  - 2005年 中澤佑二(3)
  - 2008年 中澤佑二(4)
  - 2013年 中澤佑二(5)、中村俊輔(3)
  - 2016年 齋藤学
  - 2019年 チアゴ・マルチンス、喜田拓也、仲川輝人、マルコス・ジュニオール
  - 2021年 前田大然
  - 2022年 高丘陽平、岩田智輝、小池龍太、水沼宏太、エウベル
  - 2023年 アンデルソン・ロペス
  - 2024年 アンデルソン・ロペス(2)
- 得点王
  - 1993年 ラモン・ディアス
  - 2019年 仲川輝人、マルコス・ジュニオール
  - 2021年 前田大然
  - 2023年 アンデルソン・ロペス
  - 2024年 アンデルソン・ロペス(2)
- ベストヤングプレーヤー賞
  - 1995年 川口能活
  - 2003年 那須大亮
  - 2009年 渡邉千真
- フェアプレー個人賞
  - 2007年 坂田大輔
  - 2015年 中澤佑二
  - 2017年 中澤佑二
- 月間MVP
  - 2013年3月 中村俊輔
  - 2013年10月 榎本哲也
  - 2015年8月  齋藤学
  - 2015年10月 中村俊輔
  - 2016年10月、11月 齋藤学
  - 2017年6月 中澤佑二
  - 2019年5月  喜田拓也
  - 2019年10月  仲川輝人
  - 2020年9月 エリキ
  - 2021年8月 レオ・セアラ
  - 2022年6月  水沼宏太
  - 2022年7月  レオ・セアラ
  - 2022年9月  岩田智輝

#### Jリーグカップ
- 最優秀選手
  - 2001年 榎本達也
- ニューヒーロー賞
  - 2013年 齋藤学
  - 2018年 遠藤渓太
  - 2024年 山根陸

## ユニフォーム

### チームカラー
- 青[1]、    赤[1]、    白[1]

### ユニフォームデザイン
- 左胸のエンブレム上の星5つ（★）は、1995年・2003年・2004年・2019年・2022年のJ1リーグ優勝を表す[49]。
- 2ndユニフォームは、原則上:白、下:青、靴下:白。
  - 2003年から2006年はグレー。
  - 2011年  上/黄、下/黒、靴下/黄。
  - 2013年  上：白/グレー、下：ダークネイビー、靴下：白/グレー。
  - 2014年  上：オレンジ、下：オレンジ、靴下：オレンジ。
  - 2015年  上：金、下：黒、靴下：黒
  - 2016年  上：ピンク、下：ピンク、靴下：ピンク
- 2001年は黒が基調の3rdユニフォームを制作したが、2002年までで3rdユニフォームの採用を取り止めた。
- 2002年は横浜カントリー・アンド・アスレティック・クラブ（YC & AC）で使われた紺と白の概念を取り入れた上衣が青と紺のツートンのユニフォームを採用した（上:青/紺、下:白、靴下:赤） 。
- 2003年は上下靴下全て紺、2ndは上:白/シルバー、下:黒（チェンジショーツはシルバー）、靴下:シルバー。
- 2009年は期間限定で、横浜港開港150周年記念として、青と白の2色横じま模様（NISSANのロゴ、背番号と選手名ローマ字は赤文字、全日空ロゴは企業カラーの青地に白文字）であしらった特別ユニフォームを制作・着用。
- 2009年から背番号に選手名を入れているが、中澤佑二は「BOMBER」、清水範久は「JIRO」と表記されるなど、姓名に捉われないニックネーム表記のものも存在する。
- 2012年は、前身の日産自動車サッカー部の80年代後半およびJリーグ発足当初のデザインを現代風にアレンジした、クラブ創設20周年記念の復刻ユニフォームを制作・着用。ベースカラーが鮮やかなブルー、白い襟にピンポイントのトリコロールで、2000年モデル以来、胸に黄の「NISSAN」の文字が入ったものである[50]。
- 2022年は、同じ横浜市を本拠地とするプロ野球球団である横浜DeNAベイスターズと、横浜FMのクラブ創立30周年並びにベイスターズ改称30周年を記念したコラボイベント『I☆YOKOHAMA SERIES』を開催[51][52]。限定ユニフォームを共同制作し、ベースカラーにネイビー、差し色に横浜市花であるバラをイメージしたピンクを採用した。両クラブの公式戦で着用される。

### ユニフォームスポンサー
| 掲出箇所   | スポンサー名         | 表記                             | 掲出年      | 備考                                                                                                  |
| ---------- | -------------------- | -------------------------------- | ----------- | --- |
| 胸         | 日産自動車           | NISSAN                           | 1992年 -    | 2024年はリーグ戦ユニフォームのみ90周年ロゴをNISSANロゴ右下に掲出                                      |
| 鎖骨       | ドラフト             | DRAFT                            | 2021年7月 - | 左右に掲出                                                                                            |
| 背中上部   | 日清オイリオグループ | NISSHIN oillio                   | 2021年 -    | 2017年 - 2020年は袖 2017年 - 2020年は「日清オイリオ」表記 2021年は「NISSHIN oillio 植物のチカラ」表記 |
| 背中下部   | なし                 | -                                | -           | |
| 袖         | なし                 | -                                | -           | |
| パンツ前面 | なし                 | -                                | -           | |
| パンツ背面 | 森永製菓             | M 10秒チャージ MORINAGA inゼリー | 2023年4月 - | |

### ユニフォームサプライヤーの遍歴
- 1992年：アディダス
- 1993年 - 1996年：リーグ戦はミズノ、カップ戦はアディダス（デサント）
- 1997年 - 2007年：リーグ戦・カップ戦ともにアディダス（厳密には1998年まではデサント、1999年からはアディダス・ジャパン）
- 2008年 - 2011年：ナイキ
- 2012年 - 現在：アディダス
  - ナイキとは8年総額30億円というJリーグ史上最高のユニフォームサプライ契約であったが、2011年11月14日にナイキとの契約を解消（結果、8年から4年へ短縮される）。代わって2012年からアディダスと再び契約を結んだ[54][55]。

### 歴代ユニフォーム
| FP 1st | FP 1st      | FP 1st      | FP 1st      | FP 1st      |
| ------ | ----------- | ----------- | ----------- | ----------- |
| 1992   | 1993 - 1994 | 1995 - 1996 | 1997 - 1998 | 1999 - 2000 |
| 2001   | 2002        | 2003        | 2004 - 2005 | 2006        |
| 2007   | 2008 - 2009 | 2010        | 2011        | 2012        |
| 2013   | 2014        | 2015        | 2016        | 2017        |
| 2018   | 2019        | 2020        | 2021        | 2022        |
| 2023   | 2024        | 2025 -      |             |             |
|        |             |             |             |             |

| FP 2nd      | FP 2nd      | FP 2nd      | FP 2nd      | FP 2nd      |
| ----------- | ----------- | ----------- | ----------- | ----------- |
| 1992        | 1993 - 1996 | 1997 - 1998 | 1999 - 2000 | 2001 - 2002 |
| 2003 - 2004 | 2005 - 2006 | 2007        | 2008 - 2009 | 2010        |
| 2011        | 2012        | 2013        | 2014        | 2015        |
| 2016        | 2017        | 2018        | 2019        | 2020        |
| 2021        | 2022        | 2023        | 2024        | 2025 -      |
|             |             |             |             |             |

| FP Other                     | FP Other        | FP Other       | FP Other       | FP Other                         |
| ---------------------------- | --------------- | -------------- | -------------- | -------------------------------- |
| 1993 3rd                     | 2001 - 2002 3rd | 2004 · ACL 1st | 2004 · ACL 2nd | 2009 · 横浜開港 · 150周年記念    |
| 2012 · 20周年記念            | 2013 · PSM記念  | 2014 · ACL 1st | 2014 · ACL 2nd | 2014 · 天皇杯優勝記念            |
| 2015 · CUP 1st               | 2015 · CUP 2nd  | 2016 · CUP 1st | 2016 · CUP 2nd | 2016 · 横浜開港記念              |
| 2017 · CUP 1st               | 2017 · CUP 2nd  | 2017 SP        | 2018 SP        | 2019 SP · 横浜開港 · 160周年記念 |
| 2020 SP                      | 2021 SP         | 2022 SP        | 2023 SP        | 2024 SP                          |
| 2025 SP · TRICOLORE · GALAXY |                 |                |                |                                  |
|                              |                 |                |                |                                  |

### 歴代ユニフォームスポンサー表記
| 年度 | 箇所   | 箇所              | 箇所              | 箇所                        | 箇所       | 箇所                  | 箇所             | 箇所                              | サプライヤー        |
| 年度 | 胸     | 鎖骨左            | 鎖骨右            | 背中上部                    | 背中下部   | 袖                    | パンツ前面       | パンツ背面                        | サプライヤー        |
| 1992 | NISSAN | 解禁前            | 解禁前            | Kodak                       | 解禁前     | BP                    | 解禁前           | 解禁前                            | adidas              |
| 1993 | NISSAN | 解禁前            | 解禁前            | Kodak                       | 解禁前     | BP                    | 解禁前           | 解禁前                            | - Mizuno / - adidas |
| 1994 | NISSAN | 解禁前            | 解禁前            | Kodak                       | 解禁前     | BP                    | 解禁前           | 解禁前                            | - Mizuno / - adidas |
| 1995 | NISSAN | 解禁前            | 解禁前            | Kodak                       | 解禁前     | BP                    | 解禁前           | 解禁前                            | - Mizuno / - adidas |
| 1996 | NISSAN | 解禁前            | 解禁前            | Kodak                       | 解禁前     | xanavi                | 解禁前           | 解禁前                            | - Mizuno / - adidas |
| 1997 | NISSAN | 解禁前            | 解禁前            | Kodak                       | 解禁前     | xanavi                | 解禁前           | 解禁前                            | adidas              |
| 1998 | NISSAN | 解禁前            | 解禁前            | Kodak                       | 解禁前     | xanavi                | 解禁前           | 解禁前                            | adidas              |
| 1999 | NISSAN | 解禁前            | 解禁前            | ANA                         | 解禁前     | -                     | 解禁前           | 解禁前                            | adidas              |
| 2000 | NISSAN | 解禁前            | 解禁前            | ANA                         | 解禁前     | - Fuji tenSNOW RESORT | 解禁前           | 解禁前                            | adidas              |
| 2001 | NISSAN | 解禁前            | 解禁前            | ANA                         | 解禁前     | Fuji tenSNOW RESORT   | 解禁前           | 解禁前                            | adidas              |
| 2002 | NISSAN | 解禁前            | 解禁前            | ANA                         | 解禁前     | -                     | -                | 解禁前                            | adidas              |
| 2003 | NISSAN | 解禁前            | 解禁前            | ANA                         | 解禁前     | GE                    | - NATURALLY PLUS | 解禁前                            | adidas              |
| 2004 | NISSAN | 解禁前            | 解禁前            | ANA                         | 解禁前     | GE                    | -                | 解禁前                            | adidas              |
| 2005 | NISSAN | 解禁前            | 解禁前            | ANA                         | 解禁前     | mlj                   | -                | 解禁前                            | adidas              |
| 2006 | NISSAN | 解禁前            | 解禁前            | ANA                         | 解禁前     | mlj                   | -                | 解禁前                            | adidas              |
| 2007 | NISSAN | 解禁前            | 解禁前            | ANA                         | 解禁前     | mlj                   | -                | 解禁前                            | adidas              |
| 2008 | NISSAN | 解禁前            | 解禁前            | ANA                         | 解禁前     | メガネスーパー        | -                | 解禁前                            | Nike                |
| 2009 | NISSAN | 解禁前            | 解禁前            | ANA                         | 解禁前     | メガネスーパー        | -                | 解禁前                            | Nike                |
| 2010 | NISSAN | 解禁前            | 解禁前            | ANA                         | 解禁前     | ELGRAND               | KARADA factory   | 解禁前                            | Nike                |
| 2011 | NISSAN | 解禁前            | 解禁前            | -                           | 解禁前     | ANA                   | -                | 解禁前                            | Nike                |
| 2012 | NISSAN | 解禁前            | 解禁前            | 三栄建築設計                | 解禁前     | ANA                   | ほけんの窓口     | 解禁前                            | adidas              |
| 2013 | NISSAN | 解禁前            | 解禁前            | 三栄建築設計                | 解禁前     | ANA                   | -                | 解禁前                            | adidas              |
| 2014 | NISSAN | 解禁前            | 解禁前            | 三栄建築設計                | 解禁前     | 日本化成              | -                | 解禁前                            | adidas              |
| 2015 | NISSAN | 解禁前            | 解禁前            | 三栄建築設計                | 解禁前     | 日本化成              | -                | 解禁前                            | adidas              |
| 2016 | NISSAN | 解禁前            | 解禁前            | MUGEN ESTATE                | -          | 日本化成              | -                | 解禁前                            | adidas              |
| 2017 | NISSAN | 解禁前            | 解禁前            | MUGEN ESTATE                | - イソジン | 日清オイリオ          | EZインベスト証券 | 解禁前                            | adidas              |
| 2018 | NISSAN | -                 | -                 | MUGENESTATE                 | イソジン   | 日清オイリオ          | -                | 解禁前                            | adidas              |
| 2019 | NISSAN | - MELCO           | - MELCO           | MUGENESTATE                 | Owltech    | 日清オイリオ          | -                | 解禁前                            | adidas              |
| 2020 | NISSAN | MELCO             | MELCO             | MUGENESTATE30th ANNIVERSARY | Owltech    | 日清オイリオ          | - MoneyForward   | -                                 | adidas              |
| 2021 | NISSAN | - MELCO / - DRAFT | - MELCO / - DRAFT | NISSHIN oillio植物のチカラ  | Owltech    | - リミックスでんき    | MoneyForward     | -                                 | adidas              |
| 2022 | NISSAN | DRAFT             | DRAFT             | NISSHINoillio               | Owltech    | リミックスでんき      | MoneyForward     | -                                 | adidas              |
| 2023 | NISSAN | DRAFT             | DRAFT             | NISSHINoillio               | -          | -                     | -                | - M 10秒チャージMORINAGA inゼリー | adidas              |
| 2024 | NISSAN | DRAFT             | DRAFT             | NISSHINoillio               | -          | -                     | -                | - M 10秒チャージMORINAGA inゼリー | adidas              |
| 2025 | NISSAN | DRAFT             | DRAFT             | NISSHINoillio               | -          | -                     | -                | - M 10秒チャージMORINAGA inゼリー | adidas              |

## スタジアム・練習場

### スタジアム

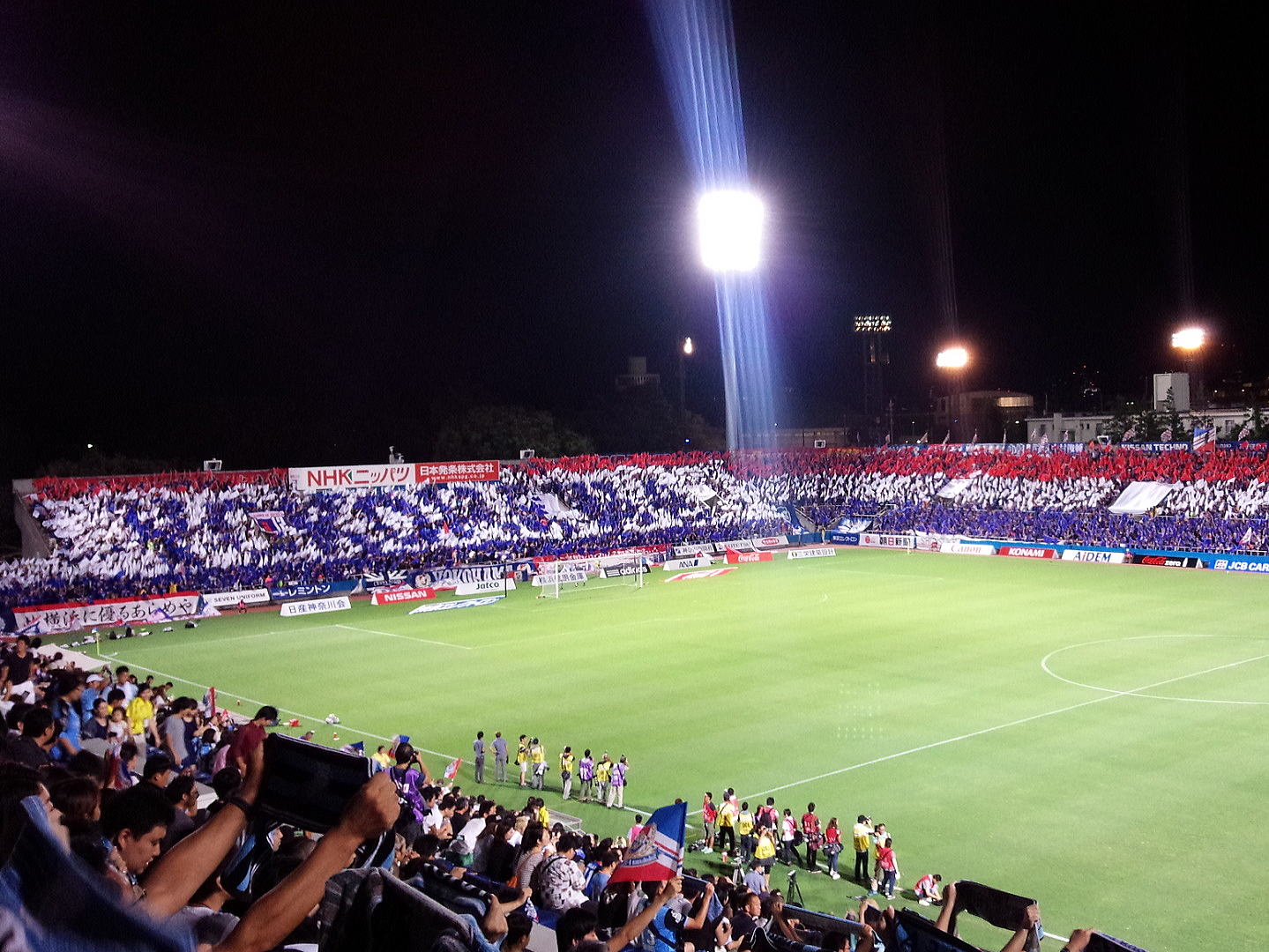
ニッパツ三ツ沢球技場でのF・マリノスサポーターのコレオグラフィー

ホームスタジアムは横浜国際総合競技場（日産スタジアム、横浜市港北区）。Jリーグ発足当初より三ツ沢公園球技場（ニッパツ三ツ沢球技場、横浜市神奈川区）をホームスタジアムとして使用していたが、1998年に横浜国際総合競技場が完成すると主催試合の大半をそちらに移している。以後、両スタジアムを本拠地として併用する形としていたが、Jリーグクラブライセンス制度の兼ね合いから、2016年よりJリーグへの届け出上の本拠地を日産スタジアムに一本化している（ただし同年以降も三ツ沢での開催を続けている）。

#### ホームゲーム開催試合数[57]
Jリーグ杯=Jリーグカップ
ACL=AFCチャンピオンズリーグ
（ACWC）=アジアカップウィナーズ選手権
（ACC）=アジアクラブ選手権
| 年度 | リーグ戦          | リーグ戦              | リーグ戦                    | Jリーグ杯                | ACL                | 備考 |
| 年度 | 横浜国 （日産ス） | 三ツ沢球 （ニッパ球） | その他                      | Jリーグ杯                | ACL                | 備考 |
| ---- | ----------------- | --------------------- | --------------------------- | ------------------------ | ------------------ | --- |
| 1992 | -                 | -                     | -                           | 国立2 平塚2              | （ACWC） 国立3     | 国内大会はJリーグカップのみ 天皇杯優勝                                                                                             |
| 1993 | -                 | 15                    | 国立1 博多陸2               | 三ツ沢球2 国立1          | （ACWC） 三ツ沢球2 | |
| 1994 | -                 | 15                    | 国立3、栃木1 博多陸2、平塚1 | 博多陸1                  | 不参加             | |
| 1995 | -                 | 21                    | 国立5 札幌厚別1             | 非開催                   | 不参加             | （リーグ戦）国立=チャンピオンシップ（年間決勝）1を含む サントリーS（年間前期）・チャンピオンシップ優勝                             |
| 1996 | -                 | 10                    | 国立3、新潟市陸1 長崎1      | 三ツ沢球7                | （ACC） 三ツ沢球1  | |
| 1997 | -                 | 15                    | 山形県1                     | 三ツ沢球3                | 不参加             | |
| 1998 | 8                 | 7                     | 山形県1 国立1               | 三ツ沢球2                | 不参加             | 横浜国完成。 この年より横浜国・三ツ沢球の2か所を本拠として登録                                                                     |
| 1999 | 14                | 0                     | 新潟市陸1                   | 横浜国1、三ツ沢球1 丸亀1 | 不参加             | |
| 2000 | 9                 | 5                     | 国立2                       | 三ツ沢球2 山形県1        | 不参加             | （リーグ戦）チャンピオンシップ1を含む 第1S（年間前期）優勝                                                                         |
| 2001 | 13                | 1                     | 国立1                       | 三ツ沢球4                | 不参加             | |
| 2002 | 8                 | 2                     | 国立4 熊本陸1               | 横浜国2 三ツ沢球1        | 不参加             | |
| 2003 | 14                | 0                     | 国立1                       | 横浜国4                  | 不参加             | （リーグ戦）第1・2S（年間前後期）完全優勝                                                                                          |
| 2004 | 14                | 0                     | 国立2                       | 横浜国1 三ツ沢球2        | 横浜国1 三ツ沢球2  | （リーグ戦）横浜国=チャンピオンシップ1を含む 第1S・チャンピオンシップ優勝（リーグ連覇） （Jリーグ杯）=ACL進出につき決勝Tよりシード |
| 2005 | 15                | 1                     | 国立1                       | 日産ス1 三ツ沢球1        | 三ツ沢球3          | 横浜国=命名権採用により「日産ス」に変更 （Jリーグ杯）=ACL進出につき決勝Tよりシード                                                 |
| 2006 | 15                | 2                     | -                           | 日産ス3 三ツ沢球2        | 不参加             | （Jリーグ杯）日産ス=決勝T2含む |
| 2007 | 15                | 2                     | -                           | 日産ス1 三ツ沢球4        | 不参加             | （Jリーグ杯）日産ス・三ツ沢球=決勝T1ずつ含む                                                                                       |
| 2008 | 13                | 3                     | 国立1                       | ニッパ球4                | 不参加             | 三ツ沢球=命名権採用により「ニッパ球」に変更 （Jリーグ杯）ニッパ球=決勝T1含む                                                       |
| 2009 | 13                | 4                     | -                           | 日産ス3 ニッパ球2        | 不参加             | （Jリーグ杯）日産ス・ニッパ球=決勝T1ずつ含む                                                                                       |
| 2010 | 14                | 3                     | -                           | 日産ス1 ニッパ球2        | 不参加             | |
| 2011 | 14                | 3                     | -                           | ニッパ球2                | 不参加             | |
| 2012 | 14                | 3                     | -                           | ニッパ球3                | 不参加             | |
| 2013 | 14                | 3                     | -                           | 日産ス1 ニッパ球4        | 不参加             | （Jリーグ杯）日産ス・ニッパ球=決勝T1ずつ含む（予選はニッパ球のみ） 天皇杯優勝                                                      |
| 2014 | 13                | 4                     | -                           | ニッパ球1                | 横浜国 3           | （Jリーグ杯）ACL出場のため決勝トーナメントのみ                                                                                     |
| 2015 | 14                | 3                     | -                           | ニッパツ3                | 不参加             | 三ツ沢球=命名権呼称を「ニッパツ」に変更                                                                                            |
| 2016 | 14                | 3                     | -                           | ニッパツ4 日産ス1        | 不参加             | 登録上本拠地を日産Sのみにする |
| 2017 | 14                | 3                     | -                           | ニッパツ3                | 不参加             | |
| 2018 | 15                | 2                     | -                           | ニッパツ5 日産ス1        | 不参加             | （Jリーグ杯）日産SはプライムS（決勝T）のみ、ニッパツはプレーオフ1、 プライムS1をそれぞれ含む。                                     |
| 2019 | 12                | 5                     | -                           | ニッパツ3                | 不参加             | 8月 - 10月はラグビーワールドカップ2019が日産Sで行われるため、 リーグ戦はニッパツで開催                                             |
| 2020 | 13                | 4                     | -                           | ニッパツ1                | 横浜国1            | （Jリーグ杯）ACL出場のため決勝トーナメントのみ                                                                                     |
| 2021 | 11                | 6                     | -                           | ニッパツ4                | 不参加             | |
| 2022 | 14                | 3                     | -                           | ニッパツ1                |                    | （Jリーグ杯）ACL出場のため決勝トーナメントのみ                                                                                     |
| 2023 | 15                | 2                     | -                           | ニッパツ4 日産ス1        | 横浜国3            | （Jリーグ杯）日産スはプライムS（決勝T）のみ ニッパツはプライムS1を含む                                                             |
| 2024 | 14                | 3                     | 国立1                       | ニッパツ1 日産ス1        | 横浜国3            | |

### 新スタジアム構想
2019年から横浜市による山下埠頭の再開発においてカジノを含む統合型リゾート施設（IR）の建設案が浮上した際にサッカー専用スタジアム構想があったが、2021年横浜市長選挙の結果によって頓挫された。その後横浜市港湾局が行った山下埠頭の再開発に関する民間向けのアンケートにてサッカー専用スタジアム建設の要望が見受けられるが、具体的にどのクラブが使用するかまでは書いておらず、現在は構想未満となっている。

### 練習場

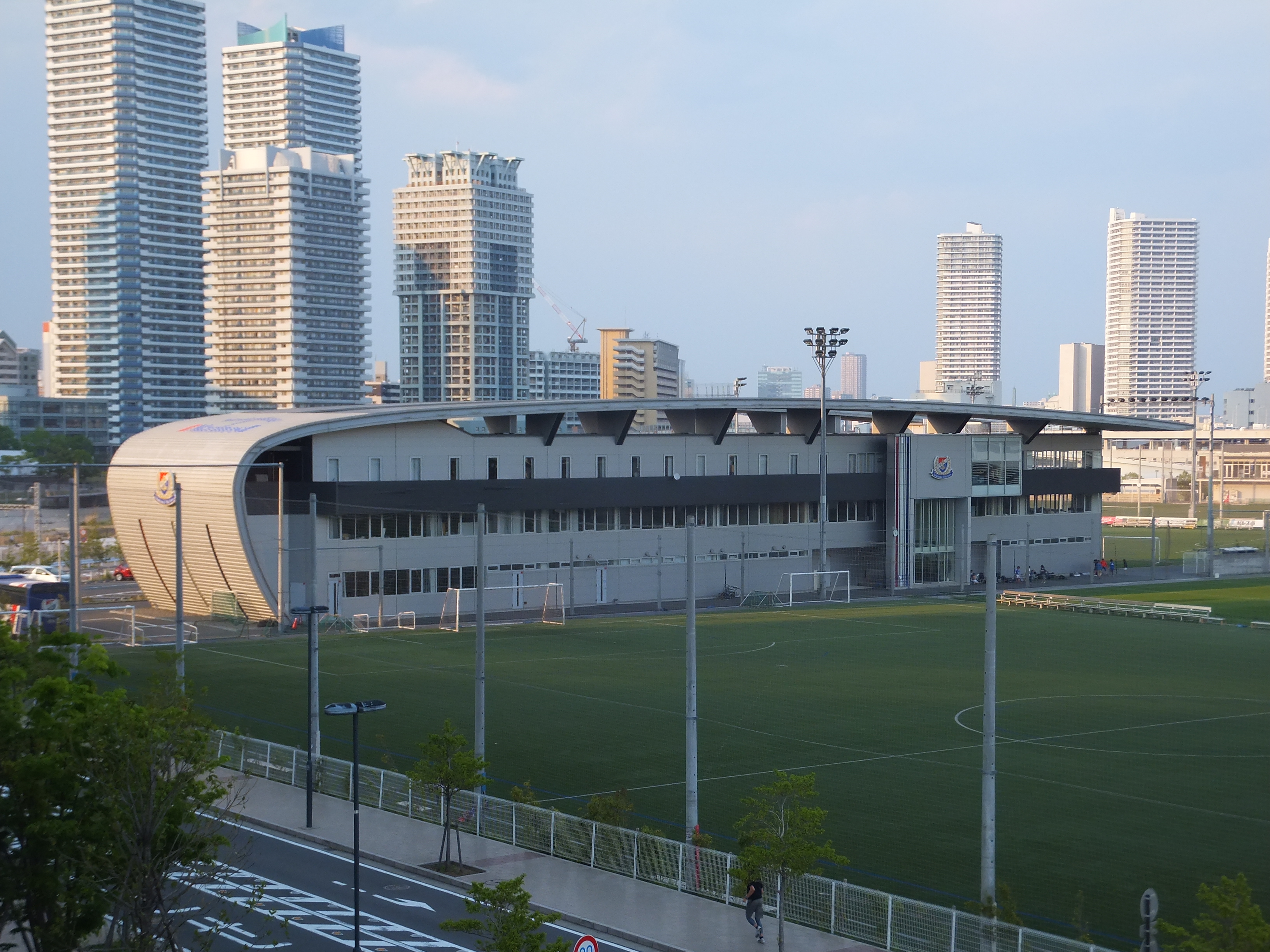
マリノスタウンにあったクラブハウス

F・マリノスになってからの練習場は戸塚トレーニングセンター（戸塚区、元々はフリューゲルスの練習施設、現在は横浜FCが練習施設として使用）、クラブオフィスは神奈川区新子安にあったが、2005年に両者を横浜市西区のみなとみらい地区61街区に移転集約、「マリノスタウン」（横浜F・マリノスMM21トレーニングセンター）として運用してきたが、2016年5月にみなとみらい地区の定期借地契約が満了となることを受け、2015年12月末をもってマリノスタウンにおけるクラブの活動を終了することが発表され、本社も新横浜に移転した。
2018年1月25日、クラブは練習場の新設・拡充方針を発表。JR久里浜駅（神奈川県横須賀市）近くの公園に観客席やクラブハウスを備えた練習施設を新設。本拠地の日産スタジアムがある、新横浜公園でも練習用グラウンドを整備する。一部は地元住民に開放し、地域への浸透を深める。
計画では、横須賀市所有で約2.2ヘクタールの規模である、くりはまみんなの公園とその周辺を再整備。コート2面とハーフコート1面に加え、1,000席程度の観客席、トレーニングルームなどを備えたクラブハウスも新設する。この施設は、一部を周辺住民も使えるように貸し出し、周辺商店街などとの賑わい活性化につなげていく。一方、新横浜公園では、現在は土のグラウンドとして活用している部分に、コートを2面整備する予定。横須賀市の上地克明市長は、同日の記者会見で「2022年を施設稼働の目標にしていきたい」と表明。横浜市の林文子市長も「チームの一層の強化につながることを願っている」とコメント。古川宏一郎社長は、記者団の取材に「総投資額は現時点で未定。できるだけ早く（両市と）基本協定を結び、具体化を進めたい」と語った。
2019年5月31日、横須賀市と久里浜1丁目公園整備に関する基本協定を締結。JR久里浜駅西側の3.6ヘクタールの敷地に、天然芝のピッチ2面、人工芝のフットサルコート2面、ジム、管理棟、駐車場、芝生広場、周遊路などを備えるクラブハウスが整備される。横須賀市の総事業費は64億円で、クラブ側は年間1億7,000万円の施設使用料を支払う。2020年から整備を開始し、2022年1月に一部施設利用開始、2022年9月で全施設利用開始を予定。契約期間は20年間となる。
2023年1月10日に完成。施設は「F・Marinos Sports Park 〜Tricolore Base Kurihama〜」と名付けられた。同日、オープニングセレモニーが行われたほか、グラウンド1面とクラブハウスの使用を開始した。なお、2つ目のグラウンドは、同年5月のグランドオープン時までに完成予定となっている。

## 公式ソング・選手紹介・入場曲

### 公式ソング
- YOKOHAMA FIGHT ON - B.R.Bが提供。
- 45 OVER DRIVE - Charが提供。2004年より。
- We are F・Marinos - 2005年にゆずが制作したサポーターズソング。現在の公式ソング。
- WINNER - MINMIの「WINNER」の横浜沸騰バージョン。2018年より公式ハーフタイム応援ソング。

### 選手紹介
- Pink Cloud - Charが提供。2006、2007年に使用
- 45 OVER DRIVE - Charが提供。2008、2009年に使用。
- So What - ジェフ・ベックのアルバムジェフのオープニング・トラック。2010、2011年に使用。
- Du Hast - ラムシュタインの1997年のヒット曲。2012年から2020年まで使用。
- F.MARINOS Brave Beat - AJURIKAが手掛けたオリジナルトラック。2021年より使用。

### 選手入場曲
- A Fair Wind - Charが提供。
- 横浜F・マリノス Anthem - クラブ創設25周年を記念して制作。作曲者は佐藤直紀。2017年より使用。

## 永久欠番
- #3 松田直樹
  - 2011年8月4日に死去。同年8月12日、クラブは「横浜F・マリノス、日本代表、そして日本サッカー界への多大なる貢献への敬意と謝意、さらには、松田直樹という偉大な選手への心からの追悼の証」として、永久欠番に指定[21]。

## エピソード
- 新設または大幅改修後のスタジアムのこけら落とし試合をアウェイチームとして迎えた試合は以下の通り。

| 年度   | 試合会場                              | 対戦相手                     | スコア | 備考                                                                 |
| ------ | ------------------------------------- | ---------------------------- | ------ | -------------------------------------------------------------------- |
| 1993年 | 国立霞ヶ丘競技場陸上競技場            | ヴェルディ川崎               | ○2-1   | Jリーグ開幕戦                                                        |
| 1998年 | 横浜国際総合競技場                    | 横浜フリューゲルス           | ●1-2   | 会場自体のこけら落としはダイナスティカップ1998（日本代表vs韓国代表） |
| 2001年 | 埼玉スタジアム2002                    | 浦和レッドダイヤモンズ       | ○2-0   |                                                                      |
| 2001年 | 札幌ドーム                            | コンサドーレ札幌             | △1-1   |                                                                      |
| 2001年 | 御崎公園球技場                        | ヴィッセル神戸               | △1-1   |                                                                      |
| 2005年 | 千葉市蘇我球技場 (フクダ電子アリーナ) | ジェフユナイテッド市原・千葉 | △2-2   |                                                                      |
| 2012年 | 日立柏サッカー場                      | 柏レイソル                   | △3-3   | 改修後のオープニングゲーム                                           |

- 1ステージ制に移行した2005年以降、J1へ初昇格したクラブとのリーグ戦初対戦において5クラブ連続で敗れていたが[注 12]、2014年リーグ戦第3節で徳島ヴォルティスに勝利し連敗記録は止まった。

## 育成組織
横浜F・マリノスの育成組織はトップチームを頂点としたピラミッド型となっており、第2種（高校生世代）のユース、第3種（中学生世代）のジュニアユースとジュニアユース追浜、第4種（小学生世代）の選抜クラスであるプライマリー、プライマリー追浜がある。
また、日産自動車サッカー部時代の1985年に発足したサッカースクールは、対象の年代は幼児から中学生で、女子は小学生から中学生以上までとなっている。2015年時点で、3500人を超えるスクール生がいた。2021年現在では、次の10校で活動している。
- 追浜校
- 二俣川校
- 大和校
- 東山田校
- リーフスタジアム校
- 中山テクニカル校
- Shunsuke Park校
- 小机校
- 新吉田校
- 京急上大岡校

### 育成組織の沿革
1985年4月に横浜の新子安にて、日産サッカースクールが開校した。スクールを立ち上げたのは、日産自動車サッカー部監督の加茂周であった。加茂は、ドイツを何度も訪問して地域に密着したドイツサッカークラブの組織の姿にすばらしさを感じており、これを日本でも展開しようとした。新子安のスクールの指導は、日産自動車OBの下条佳明、樋口靖洋らが担当した。スクールには予想を超える多く入校希望者が集まり、翌1986年には早野宏史が担当した追浜スクール、1987年には坂木嘉和が担当した左近山スクールが開校した。また、ジュニアユースは1985年、ユースは1986年に立ち上がった。ユースとジュニアユースの立ち上げは、かながわクラブにいた永井洋一が加茂に話を持ちかけることで実現した。なお、左近山スクールは1990年に閉校した。
1993年にJリーグが開始すると、横浜マリノスサッカースクールへ名称を変更。マリノススクールの知名度は一気に上がり、会員数も激増した。1997年にはマリノスジュニアユース出身の中村俊輔がトップチームに入団し、1年目から主力選手となった。
1999年に横浜マリノスが横浜フリューゲルスと合併すると、フリューゲルスのスクールは横浜F・マリノス菅田サッカースクールとなった。フリューゲルスジュニアユースは、監督の前田治ら6名の指導者を引き継ぐ形で横浜F・マリノス菅田ジュニアユースとなった。菅田スクールと菅田ジュニアユースの活動は2000年までで終了してスクールは閉校となり、元フリューゲルスのスタッフは横浜F・マリノスの他のスクールに異動したり、クラブ内の別の業務に就いたりした。ジュニアユースの監督だった前田治は2000年までで横浜F・マリノスから離れた。フリューゲルスユースの選手は合併時に横浜F・マリノスユースに移籍し、その中の坂田大輔や田中隼磨はのちにトップチームの主力選手となった。また、フリューゲルスが行っていた地元の小学校を巡回指導する「サッカーキャラバン」事業も横浜F・マリノスへ引き継がれた。
2004年から2006年は、プライマリーが全日本少年サッカー大会で3連覇した。
2007年にマリノスタウンがオープンすると、新子安の横浜マリノスサッカースクールはみなとみらい校へ移転した。また、2004年から2014年にかけて、NAS二俣川校（のちの二俣川校）、大和校、港北校（のちの東山田校）、リーフスタジアム校が開校した。2015年、マリノスタウン閉鎖にともない、みなとみらい校は閉校となった。その後、2016年に中山テクニカル校、2017年にShunsuke Park校と小机校が、それぞれ開校した。Shunsuke Park校は、そごう横浜店屋上にある中村俊輔プロデュースフットサルコートで開催される。

#### 年表
- 1985年 - 日産サッカースクール開校。ジュニアユース立ち上げ
- 1986年 - 日産追浜スクール開校。プライマリー、ユース、立ち上げ
- 1987年 - 日産左近山スクール開校。ユース、日本クラブユース選手権優勝
- 1988年 - ジュニアユース追浜立ち上げ。ジュニアユース、日本クラブユース選手権3位
- 1989年 - プライマリー追浜立ち上げ。プライマリー、神奈川県少年サッカー選手権優勝
- 1990年 - 日産左近山スクール閉校
- 1992年 - 横浜マリノスサッカースクール、横浜マリノス追浜サッカースクールへ名称変更
- 1999年 - 横浜F・マリノスサッカースクールへ名称変更。横浜F・マリノス菅田サッカースクール開校
- 2000年 - 横浜F・マリノス菅田サッカースクール閉校
- 2004年 - NAS二俣川校開校
- 2006年 - マリノスフットボールアカデミーへ名称変更。大和校（高座渋谷）開校
- 2007年 - マリノスタウンオープン。新子安校、みなとみらい校へ移転。港北校開校
- 2008年 - 大和校が、高座渋谷から鶴間へ移転
- 2010年 - 港北校が東山田校へ移転
- 2011年 - NAS二俣川校から二俣川校へ名称変更
- 2014年 - リーフスタジアム校開校
- 2015年 - マリノスタウン閉鎖。みなとみらい校閉校
- 2016年 - 中山テクニカル校開校
- 2017年 - Shunsuke Park校開校、小机校開校
- 2018年 - 新吉田校開校、上大岡校（現京急上大岡校）開校

### 育成組織の戦績
主な全国大会結果について記載する。

#### 横浜F・マリノスユースの戦績
- 2005年 高円宮杯U-18サッカーリーグ プリンスリーグ関東 優勝
- 2006年 高円宮杯U-18サッカーリーグ プリンスリーグ関東 優勝
- 2009年 高円宮杯第20回全日本ユース(U-18)サッカー選手権大会 優勝
- 2010年 Jユースカップ 優勝
- 2013年 第37回日本クラブユースサッカー選手権 (U-18)大会 優勝
- 2014年 サニックス杯国際ユースサッカー大会 優勝
- 2015年 第39回日本クラブユースサッカー選手権 (U-18)大会 優勝
- 2018年 Jユースカップ優勝

#### ジュニアユース追浜の戦績
- 2006年 第21回日本クラブユースサッカー選手権 (U-15)大会 優勝

#### プライマリーの戦績
- 2004年 第28回全日本少年サッカー大会 優勝
- 2005年 第29回全日本少年サッカー大会 優勝
- 2006年 第30回全日本少年サッカー大会 優勝
- 2016年 第40回全日本少年サッカー大会　準優勝

『決勝』vsセンアーノ神戸ジュニア
　　　　　1-2●

#### プライマリー追浜の戦績
- 2006年 第30回全日本少年サッカー大会 3位

### 育成組織の決算
育成組織の決算は、つぎのとおり。
| 年度 | 収入 | 経費 | 所得 |
| ---- | ---- | ---- | ---- |
| 2011 | 425  | 295  | 130  |
| 2012 | 458  | 315  | 143  |
| 2013 | 455  | 314  | 141  |
| 2014 | 464  | 310  | 154  |
| 2015 | 413  | 293  | 120  |
| 2016 | 315  | 225  | 90   |

- 収入、経費、所得の単位: 百万円
- 出典: 各年度のJ1 クラブ決算一覧。2011、2012、2013、2014、2015、2016

## ホームタウン活動

### サッカー教室
ホームタウンである横浜市、横須賀市を中心とした地域の学校やスポーツセンターで横浜F・マリノス専属コーチによるサッカー教室を行っている。サッカー教室は大きく分けて小学生以下の子供を対象とした「ふれあいサッカー教室」、「サッカーキャラバン」と成人を対象とした「ENJOY FOOTBALL」に分かれる。

### 障がい者サッカー
2004年より、障がい者サッカープロジェクト「futuro（フトゥーロ）」が行われている。「futuro」では横浜ラポールで行なわれている「体験・育成」プログラムと連携しながら横浜F・マリノスのコーチを中心に基本的な技術や個人・チーム戦術のトレーニングを行い、大会に参加している。

### 地域イベントへの参加
横浜市、横須賀市、大和市の商店街や大学、メインスポンサーである日産の工場関連のイベントにブースを出展している。また、オフィシャルチアリーダーズであるトリコロールマーメイズによる演技が披露されることもある。また、2012年時点で200を越える地元商店街にチームフラッグやポスターの掲出をしている。
マスコットキャラクター「マリノスケ」は大半のイベントに登場してくる。

### 学校との業務提携
ホームタウン活動の一環として、関東学院大学、横浜国立大学、神奈川大学の3大学および日本工学院専門学校と提携し、サッカーチームのコーチ派遣や、地域コミュニティー活動、人材育成などの連携を実施している。関東社会人サッカーリーグ所属の日本工学院サッカー部のトップチームは横浜F・マリノスとチーム名を共有しており、「日本工学院F・マリノス」と呼称している。

## トピック

### トリパラ
応援の必須アイテムの一つとして、トリコロールの傘、通称「トリパラ」があり、試合に勝つとトリパラをコーヒールンバをベースにした応援に合わせて回す（コーヒールンバを基調にした応援はボカ・ジュニアーズ、FC東京、ヴァンフォーレ甲府なども行っている）。
2004年頃から一部サポーター有志が特注で製作し普及し始めたが、2006年にクラブがオフィシャルショップで販売を開始してからはゴール裏を中心に爆発的に広まり定着、下記の応援番組のタイトルともなっており、横浜F・マリノスサポーターの応援の代名詞となった。

### メディア
- テレビ神奈川
  - キックオフ!!F・マリノス
- 横浜ケーブルビジョン
  - 「マイタウン＆マイF・マリノス」My town and My F・Marinos
- 横浜エフエム放送（FMヨコハマ）
  - F・マリノス同好会 Monday（ちょうどいいラジオ内）
  - F・マリノス同好会 Friday（Tresen Friday内）
- スカパー!
  - 横浜F・マリノス オフィシャルTV  TRICOLORE PARADISE －トリパラ－

### トリコロールマーメイズ
2007年、オフィシャルチアリーダーズとしてトリコロールランサーズが結成された。その後、2008年6月28日からトリコロールマーメイズと名称を変更しリニューアルした。

### 海外クラブとの提携
2008年6月にフランスのオリンピック・リヨンと、サッカーの発展と強化およびスポーツ・教育・文化の各領域における協同と友好の促進を目的に業務提携を締結した。
2014年1月、カンボジア・リーグに所属するトライアジア プノンペンFCと提携を発表した。だがトライアジア プノンペンFCの事業が親会社のトライアジアグループから譲渡されたことにより、2014年12月31日をもって提携は解消された。

### その他
- Jリーグ発足時、同じ横浜市をホームタウンとしていた横浜マリノスと横浜フリューゲルスが同じ日にホームゲームを組むことがあった。しかし、Jリーグではスタジアムの芝生保護や観客入れ替えなどの観点上、1日2試合の開催を認めていなかったので、横浜Mが三ツ沢（球）、横浜Fは九州地方（特別活動地域の長崎県・熊本県・鹿児島県の3県）または国立などで試合を行うことがあった。1995年以後はホームゲームの開催日が調整され、同じ日に横浜Mと横浜Fの主催試合を重複開催することは皆無となったが、2007年・2020年・2021年・2023年は横浜FCもJ1にプレーしたことがあり、同じ日・節にマリノスと横浜FCの主管試合が開催された例があった。
- オフィシャルテーマソングはゆずが歌う「We are F・Marinos」。横浜市営地下鉄の新横浜駅とJR東日本小机駅では同曲が発車メロディに採用されている。
- マリノスクイーンと呼ばれる広報や試合運営補助を仕事とする女性がいる。なお、マリノスクイーンは神奈川県在住・通勤・通学者から選ばれている。
- 日産スタジアムで行われるホーム試合開催日ではトリコロールランドで行われるステージにおいて横浜出身のバンド「CHURU-CHUW（ちゅるっちゅう）」が出演した場合、横浜F・マリノスのサポーターの為のサポーターズソング「Winning flags」が披露される。
- 2015年10月、ドイツのソフトウェア大手SAPと提携。SAPの技術を利用し、選手のパフォーマンス向上やクラブチーム運営業務の効率化、ファン満足度向上のためのマーケティング活動などに取り組むことを発表した。SAPはITを活用したスポーツビジネスにおいてドイツ代表やバイエルン・ミュンヘンを優勝に導いた実績を持っており、同サービスを利用した横浜F・マリノスのチーム強化と成績向上が期待されている。[77][78][79]

## 決算
横浜F・マリノスの決算は、つぎのとおり。

### 損益
| 年度 | 収入  | 広告料 | 入場料 | 配分 | その他 | 費用  | 事業費 | 人件費 | 管理費 | 利益 | 純利益 |
| ---- | ----- | ------ | ------ | ---- | ------ | ----- | ------ | ------ | ------ | ---- | ------ |
| 2005 | 4,822 | 2,551  | 933    | 335  | 1,003  | 4,816 | 3,896  | 2,105  | 920    | 6    | -4     |
| 2006 | 4,559 | 2,520  | 826    | 304  | 909    | 4,508 | 3,467  | 2,210  | 1,041  | 51   | -110   |
| 2007 | 4,909 | 2,626  | 837    | 293  | 1,153  | 4,674 | 3,732  | 1,961  | 942    | 235  | -1     |
| 2008 | 4,092 | 1,836  | 859    | 279  | 1,118  | 4,089 | 2,704  | 1,290  | 1,385  | 2    | 0      |
| 2009 | 3,505 | 1,322  | 846    | 263  | 1,074  | 3,505 | 2,733  | 1,165  | 772    | 0    | -36    |
| 2010 | 3,565 | 1,414  | 932    | 251  | 968    | 3,905 | 2,962  | 1,374  | 943    | -340 | -341   |

- 金額の単位: 百万円
- 人件費は事業費に含まれる。

出典: 各年度のJ1 クラブ決算一覧。
2005、
2006、
2007、
2008、
2009、
2010
| 年度 | 収益  | 広告料 | 入場料 | 配分 | 育成 | その他 | 費用  | 人件費 | 試合 | トップ | 育成 | 女子 | 販売  | 利益 | 純利益 |
| ---- | ----- | ------ | ------ | ---- | ---- | ------ | ----- | ------ | ---- | ------ | ---- | ---- | ----- | ---- | ------ |
| 2011 | 3,463 | 1,197  | 795    | 254  | 425  | 792    | 3,975 | 1,441  | 322  | 405    | 295  | 0    | 1,511 | -512 | -518   |
| 2012 | 3,717 | 1,364  | 783    | 220  | 458  | 892    | 4,217 | 1,601  | 331  | 442    | 315  | 0    | 1,528 | -500 | -499   |
| 2013 | 4,315 | 1,513  | 1,069  | 228  | 455  | 1,048  | 4,306 | 1,701  | 341  | 443    | 314  | 0    | 1,506 | 9    | 1,000  |
| 2014 | 4,590 | 2,059  | 958    | 226  | 464  | 883    | 4,584 | 1,765  | 334  | 508    | 310  | 0    | 1,667 | 6    | 178    |
| 2015 | 4,567 | 2,256  | 948    | 204  | 413  | 746    | 4,567 | 1,860  | 331  | 485    | 293  | 0    | 1,598 | 0    | 9      |

- 金額の単位: 百万円

出典: 各年度のJ1 クラブ決算一覧。
2011、
2012、
2013、
2014、
2015
| 年度 | 収益  | 広告料 | 入場料 | 配分 | 育成 | 物販  | その他 | 費用  | 人件費 | 試合 | トップ | 育成 | 女子 | 物販 | 販売  | 利益 | 純利益 |
| ---- | ----- | ------ | ------ | ---- | ---- | ----- | ------ | ----- | ------ | ---- | ------ | ---- | ---- | ---- | ----- | ---- | ------ |
| 2016 | 4,696 | 2,366  | 1,005  | 224  | 315  | 509   | 277    | 4,696 | 1,966  | 354  | 395    | 225  | 0    | 351  | 1,405 | 0    | 10     |
| 2017 | 4,765 | 2,111  | 1,018  | 452  | 322  | 496   | 366    | 4,759 | 2,118  | 344  | 385    | 176  | 0    | 324  | 1,412 | 6    | 25     |
| 2018 | 5,138 | 2,033  | 1,127  | 371  | 360  | 571   | 676    | 5,119 | 2,301  | 356  | 405    | 205  | 0    | 382  | 1,470 | 19   | 2      |
| 2019 | 5,884 | 2,263  | 1,286  | 384  | 375  | 702   | 874    | 5,880 | 2,684  | 345  | 459    | 201  | 0    | 437  | 1,754 | 4    | 20     |
| 2020 | 5,864 | 2,727  | 497    | 949  | 308  | 1,039 | 344    | 5,929 | 2,962  | 242  | 466    | 170  | 0    | 605  | 1,484 | -65  | 4      |
| 2021 | 5,228 | 2,197  | 654    | 929  | 0    | 775   | 673    | 5,242 | 2,541  | 301  | 445    | 0    | 0    | 494  | 1,461 | -14  | 4      |

- 金額の単位: 百万円

出典: 各年度のJ1 クラブ決算一覧。
2016
2017
2018
2019
2020
2020
2021
| 年度 | 収益  | 広告料 | 入場料 | 配分  | 育成 | 女子 | 物販  | その他 | 費用  | 人件費 | 試合 | トップ | 育成 | 女子 | 物販 | その他 | 販売  | 利益 | 純利益 |
| ---- | ----- | ------ | ------ | ----- | ---- | ---- | ----- | ------ | ----- | ------ | ---- | ------ | ---- | ---- | ---- | ------ | ----- | ---- | ------ |
| 2022 | 6,481 | 1,866  | 1,019  | 1,076 | 0    | 0    | 922   | 1,598  | 4,845 | 3,415  | 370  | 500    | 0    | 0    | 545  | 15     | 1,625 | 11   | 8      |
| 2023 | 6,509 | 2,222  | 1,499  | 410   | 0    | 0    | 1,244 | 1,134  | 4,909 | 3,042  | 481  | 591    | 0    | 0    | 795  | 0      | 1,668 | -68  | 4      |

- 金額の単位: 百万円

出典: 各年度のJ1 クラブ決算一覧。
2022
2023

### 資産
| 年度 | 総資産 | 総負債 | 純資産 | 資本金 |
| ---- | ------ | ------ | ------ | ------ |
| 2005 | 2,231  | 2,205  | 25     | 30     |
| 2006 | 2,462  | 2,547  | -84    | 30     |
| 2007 | 2,425  | 2,510  | -85    | 30     |
| 2008 | 1,426  | 1,511  | -85    | 30     |
| 2009 | 739    | 860    | -121   | 31     |
| 2010 | 719    | 1,182  | -462   | 30     |
| 2011 | 637    | 1,685  | -1,048 | 31     |
| 2012 | 491    | 2,168  | -1,677 | 31     |
| 2013 | 1,778  | 2,456  | -677   | 31     |
| 2014 | 1,516  | 1,515  | 1      | 99     |
| 2015 | 1,635  | 1,626  | 9      | 99     |
| 2016 | 2,074  | 2,055  | 19     | 99     |
| 2017 | 1,856  | 1,812  | 44     | 99     |
| 2018 | 1,662  | 1,616  | 46     | 99     |
| 2019 | 2,178  | 2,112  | 66     | 99     |
| 2020 | 2,533  | 2,463  | 70     | 99     |
| 2021 | 2,072  | 1,998  | 74     | 99     |
| 2022 | 1,983  | 1,901  | 82     | 99     |
| 2023 | 2,403  | 2,316  | 87     | 99     |

出典: 各年度のJ1 クラブ決算一覧。
2005、
2006、
2007、
2008、
2009、
2010、
2011、
2012、
2013、
2014、
2015、
2016
2017
2018
2019
2020
2021
2022
2023
金額の単位: 百万円